# Relations entre la France et Israël
Les relations franco-israéliennes ont toujours été marquées par l'opposition entre le besoin pour la France d'avoir de bons contacts avec un partenaire important au Moyen-Orient et celui de maintenir des relations correctes ou même privilégiées avec le monde arabe.

## Avant la naissance d'Israël
La République française ne s'est intéressée au sionisme que lorsque le soutenir a permis d'affaiblir l’Empire ottoman, alliée de l’Empire allemand et de l’Autriche-Hongrie durant la Première Guerre mondiale. Cependant, la dévolution des lieux saints du christianisme aux Anglais à travers leur mandat sur la Palestine est mal vécue en France, habituée à en avoir la garde depuis Napoléon III,. Quoi qu'il en soit, une fois la guerre finie, la France y est redevenue indifférente.
Durant la guerre, quelques contacts s'opèrent entre la France libre et le mouvement sioniste ; certains résistants gaullistes se montrent d'ailleurs sensibles au sionisme. Le nouvel intérêt que la France porte au sionisme dans la période suivant la fin de la Seconde Guerre mondiale vient non seulement d'un sentiment de culpabilité vis-à-vis des Juifs mais aussi d'une certaine volonté d'opposition au Royaume-Uni en l'empêchant de dominer le Proche-Orient, après le retrait de la France du Liban et de Syrie.
Aussi des navires transportant des immigrés juifs clandestins en Palestine ou des armes pour la Haganah ou l'Irgoun se ravitaillent-ils en France, tels l’Exodus 1947 ou l’Altalena, avec le soutien actif mais non officiel des autorités. De même, le gouvernement français ne livre pas aux Britanniques par exemple Yitzhak Shamir, grand nom  du sionisme de droite, ancien membre de l'Irgoun en 1931 puis membre du Lehi (ou groupe Stern) à compter de 1941, alors qu'il s'est échappé d'un camp militaire britannique en Érythrée en 1946 (après avoir été arrêté et condamné par un tribunal militaire britannique pour ses activistes considérées comme terroristes) et qu'il s'est réfugié à Djibouti. Y. Shamir sera même évacué par les autorités françaises vers Paris où il résidera jusqu' à la création de l'État d'Israël, en mai 1948 et où il sera le directeur de la délégation des sionistes de droite présents en France.

## LaIVeRépublique et Israël

### La France et le Yichouv dans les années de l’après-guerre
Les années suivant la Seconde Guerre mondiale se caractérisent par des relations ambiguës entre la France et le Yichouv, conseil représentatif des  Juifs établis en Palestine, territoire  confié par mandat de la Société des Nations aux Britanniques depuis 1922, les Britanniques ayant déjà conquis la Palestine et Jérusalem dès décembre 1917.
La politique du mouvement sioniste a revêtu après mai 1945 une « orientation française » visant à s’assurer le soutien de Paris. Cette politique résultait à la fois d’une perception romantique de la France et de son histoire et de considérations réalistes. Elle visait notamment à faciliter l’immigration des Juifs d’Europe, rescapés notamment des camps nazis d'extermination (environ 300 000 personnes) et désireux de partir en Palestine mandataire, entre 1945 et 1948 et à obtenir un soutien important à la création puis à la reconnaissance, de l’État juif,.
La France permettait aux dirigeants sionistes de gauche et de droite de mener des activités sur son territoire sans entraves , d’envoyer sporadiquement des armes et des matériels de toutes sortes et d’organiser l’immigration juive à partir de ses ports. Finalement, elle a voté en faveur du plan de partage de la Palestine mandataire par l’ONU le 29 novembre 1947.
Cette politique française était soutenue pour l’essentiel par certaines personnalités socialistes souvent juives et anciens résistants, tels que Léon Blum, René Mayer ou Daniel Mayer, par le ministre de l’Intérieur Édouard Depreux et par l’armée. En revanche, comme l’ont montré les travaux de recherche du Dr Tsilla Hershco, le Quai d’Orsay avait peu de sympathie pour le mouvement sioniste, et une attitude beaucoup plus ambivalente à son égard, inspirée par des considérations de realpolitik.
La diplomatie française craignait notamment qu’un soutien au mouvement sioniste lui aliène le monde arabe et provoque une guerre au Proche-Orient qui nuise à ses intérêts. « La France, puissance musulmane, doit s'en tenir à une position prudente » disait le ministre de l'Intérieur Édouard Depreux. La grande importance accordée alors par la France à ses relations avec les pays arabes est notamment révélée par son attitude dans l’affaire du grand mufti de Jérusalem, Mohammed Amin al-Husseini, à qui la France avait offert l’asile malgré sa collaboration avec les nazis et sa demande d’extradition en tant que criminel de guerre.
Le 17 septembre 1948, le colonel de l'armée de l'air française, André Serot, est assassiné par des terroristes sionistes du Lehi à Jérusalem en compagnie du comte suédois Folke Bernadotte. Les deux hommes agissaient comme médiateurs de l'ONU dans le cadre de la guerre israélo-arabe de 1948-1949. Leur assassinat a été commandité par Yitzhak Shamir, ancien réfugié politique en France et futur Premier ministre d'Israël.
La France reconnaît de facto Israël le 24 janvier 1949 mais la reconnaissance de jure n'intervient que le 20 mai 1949, un an après sa naissance, . Plusieurs désaccords importants existaient en effet entre les deux pays, notamment concernant le statut de Jérusalem et des Lieux saints et l’avenir des institutions françaises en Israël. Ce sujet était particulièrement tenu à cœur par le consul général de France à Jérusalem, René Neuville, personnalité qui avait été la première à faire un rapport complet après l'attentat fait par l'Irgoun de l' hôtel King David, en juillet 1946, qui avait provoqué la mort de 91 personnes, dont 19 employés juifs travaillant pour les services britanniques alors situés dans cet hôtel . La France conditionnait même la reconnaissance d’Israël au règlement de cette dernière question.
Pour synthétiser, une théorie s'est fait jour : celle des « trois France » face à Israël. Premièrement, la France est « fille aînée de l'Église », qui se préoccupe du sort de Jérusalem et des Lieux saints. Deuxièmement, la France est une « puissance méditerranéenne » qui se soucie de ses intérêts en Afrique du Nord et au Levant. Troisièmement, la France est « humaniste et résistante », premier pays de l'émancipation des Juifs en Europe dès 1791, où se trouve la plus grande communauté juive d'Europe après la Seconde Guerre mondiale, et qui fait prévaloir les droits de l'Homme. Cette théorie permet de démêler les apparentes contradictions de la politique française à l'égard d'Israël. Elle explique notamment pourquoi Paris attend un an avant de reconnaître officiellement l'État juif : la France « humaniste et résistante » pousse à une reconnaissance rapide de l'État d'Israël ; les tenants de la « puissance méditerranéenne » s'y opposent par crainte des répercussions dans le monde arabe ; tandis qu'au nom des intérêts de la « fille aînée de l'Église », le Quai d'Orsay conditionne toute reconnaissance d'Israël à la protection des Lieux saints et des établissements français.

### Naissance d'une alliance concrétisée àSuez

#### Résumé schématique
Évoquer le nom de Suez, c’est faire référence à la fois au canal qui relie la Méditerranée à la mer Rouge, mais aussi à la coalition militaire qui a tenté de s’en emparer en 1956. En amont des différentes causes et conséquences de cette crise internationale, cet événement a surtout constitué le premier point culminant de l'alliance naissante franco-israélienne.
Bien que la France ait déjà amorcé de timides relations de coopération militaire dès l'indépendance d’Israël en 1948, Paris avait cependant privilégié de ne pas définir publiquement ses liens avec le nouvel État, ceci dans le but de maintenir un équilibre avec ses partenaires arabes. Or, en 1956, avec l’attaque conjointe de l’Égypte, il est devenu apparent que leurs relations, jadis balbutiantes, s’étaient transformées en une véritable alliance stratégique au Proche-Orient. Cette coopération allait au-delà de la simple relation d’amitié entre les socialistes de Guy Mollet et les travaillistes de David Ben Gourion et elle prit la forme d’un véritable partenariat d’assistance militaire et diplomatique.
En dépit des nombreuses analyses qui supposaient, à l’époque, que toute collusion entre les gouvernements français et israélien ne tiendrait que le temps que l’ordre soit rétabli en Algérie, cette coopération s’est cependant maintenue durant une décennie entière. Ce rapprochement s'est  paradoxalement, même étendu alors que la France recouvrait peu à peu son influence perdue au Proche-Orient depuis les indépendances du Liban et la Syrie.

### Analyse contextuelle

#### La France et le jeu des alliances au Proche-Orient
Dès la fin de la Seconde Guerre mondiale, la France, qui venait à peine de retrouver sa souveraineté nationale, commençait peu à peu à perdre ses possessions en Orient. Puissance protectrice traditionnelle des chrétiens d'Orient et notamment depuis le massacre des chrétiens à  Damas en 1860 et ayant pratiqué -pour la première fois- une intervention extérieure à cette époque, elle se voyait ainsi amenée à se retirer du Liban et de la Syrie en 1946, notamment en raison des pressions américaine et britannique. Parallèlement à cette perte d’influence dans le Machrek, le Maghreb subissait lui aussi ses premiers soubresauts nationalistes et indépendantistes.
En apparence, avec le retrait français au Proche-Orient, le Royaume-Uni aurait pu paraître comme sans rival pour ce qui est de l'influence sur la production des hydrocarbures ainsi que sur le canal de Suez. Or, c’était sans compter la doctrine Truman en 1947 et le nouvel intérêt américain pour la région. Cette doctrine était née des événements ayant secoué la Grèce, la Turquie et l’Iran dès la fin de la guerre et ont été perçus à Washington comme des menaces soviétiques sur la région.
Un certain nombre de régimes ou de militants politiques arabes ne se montraient pas insensibles à l'assistance de Moscou. C’est ce constat qui a amené les Américains à vouloir barrer au plus vite la route à l’expansion du communisme au sein du monde arabe et dans les zones pétrolifères. Animée par Foster Dulles, cette orientation va prendre le nom de containment. Sur le plan pratique, il s’agissait notamment de créer un système de sécurité collective pro-occidental qui puisse freiner l'influence soviétique, à l’exemple de l’OTAN en Europe. Ce système fut créé en 1955 sous le nom de « pacte de Bagdad » et il comptait parmi ses membres l'Irak, l’Iran, le Pakistan, la Turquie et même le Royaume-Uni.
Pour la France, cette alliance politique et militaire dont elle était exclue a constitué une violation de l’esprit de la déclaration tripartite, signée le 29 mai 1950. Dans cet accord figurait un engagement tacite de dialogue mutuel entre la France, les États-Unis et le Royaume-Uni sur les dossiers liés au Proche-Orient. Or, avec le pacte de Bagdad, Paris était exclu du jeu d'influence de ses partenaires occidentaux. Cette exclusion a constitué un revers pour la présence française dans la région et cela d’autant plus que ses rivaux britanniques, sur lesquels les Américains comptaient pour ancrer la nouvelle alliance stratégique, en faisaient partie intégrante et ce, bien que leur territoire ne fût pas situé au Proche-Orient.
La France vit également sa position être minée par le rapprochement égypto-soviétique. Face à l'alliance parrainée par le Royaume-Uni et les États-Unis, le régime du président Nasser opta pour une coopération privilégiée avec Moscou. Profitant des querelles sur des ventes d’armes américaines à l’Égypte et jouant sur la fibre du panarabisme, les Soviétiques vont réussir s'allier au Caire et, partant, conforter leurs propres positions.
Ce sont ces différents jeux d’alliances au cœur de la guerre froide, desquels la France se sera exclue, qui vont faciliter le rapprochement avec l'État d'Israël.

#### L'État d'Israël et le monde
Depuis l'indépendance de l’État d'Israël, le souci majeur de ses dirigeants avait été de faire reconnaître leur État dans le monde. À la différence des États-Unis qui furent le premier pays à reconnaître le nouvel État juif (dans un temps record : 11 minutes après la déclaration d'indépendance faite par David Ben Gourion à Tel Aviv  vers 16 heures le 14 mai 1948), après l'Union Soviétique le 15 mai - jour du départ officiel du dernier haut commissaire britannique en Palestine, du port de Jaffa - et le Royaume-Uni le 20 mai, la France, qui avait voté le 29 novembre 1947 la résolution de l'ONU en faveur de la création de deux États, l'un juif, l'autre arabe, sur l'ancien territoire de la Palestine mandataire confié aux Britanniques, n’a reconnu cet État officiellement que le 20 mai 1949, ceci lorsqu’un accord fut trouvé sur des dédommagements pour les établissements religieux français après la guerre israélo-arabe de 1948. De même, si Israël ne s’est pas rapproché d’une grande puissance, c’était notamment pour ménager le dirigeant soviétique Joseph Staline dans l’espoir qu’il ouvre les frontières de l’Union soviétique aux Juifs résidant dans ce pays en route pour l’alya. À cela s’ajoute un dernier élément : la guerre de 1948 et les divers accrochages entre Israël et ses voisins, ont miné toute forme de coopération régionale en termes de défensive collective.
Dès sa naissance, l'État d'Israël a ainsi constitué une sorte d’îlot autarcique en état de tensions avec ses voisins. Si cette situation a pu sembler contenue par la déclaration tripartite qui entendait notamment limiter la course aux armements dans la région, elle s'est cependant dégradée en 1951.
En effet, bien que des troupes britanniques fussent encore stationnées en Égypte, cette période vit s’accroître de manière significative les raids de commandos palestiniens en Israël. À chacune de ces infiltrations correspondaient des représailles israéliennes et les tensions que provoquaient ces affrontements ainsi que le nombre croissant de victimes entre les belligérants rendaient la situation de plus en plus aiguë. Cette période vit notamment le premier ministre israélien Moshé Sharett demandant  l'application d'une politique de la riposte dès 1951, afin d'ébranler psychologiquement toute tentative d'incursion. À ces heurts frontaliers suivit en 1954 l'annulation des dispositions du  traité anglo-égyptien de 1936 dans lequel le Royaume-Uni s'engageait à retirer ses troupes d'Égypte.
Deux ans après le putsch de 1952 qui avait mené au pouvoir le Conseil de Commandement de la Révolution et son chef Gamal Abdel Nasser, le schéma stratégique régional venait de changer radicalement au niveau de l’équilibre des forces dans la région.
Avec le retrait britannique, Tsahal se trouvait désormais face à l’armée égyptienne alors qu’auparavant, la présence britannique constituait théoriquement une sorte de tampon garantissant la sécurité d’Israël. Le départ des 80 000 soldats, dès l’automne 1955, a donc provoqué une rupture du statu quo et un sentiment de menace militaire pour les Israéliens, cela pour différentes raisons.
En premier, il convient de citer le fait que l’absence des contingents britanniques rendait désormais possible la constitution d’une alliance entre la Jordanie, la Syrie et l’Égypte qui pourrait lui être militairement fatale. En second, les États-Unis et le Royaume-Uni ne pouvaient pas livrer massivement des armes aux Israéliens, sous peine de compromettre la stabilité du pacte de Bagdad.
Dès lors, l’isolement d’Israël et le sentiment accru d’une menace potentielle chez ses dirigeants ont contribué à faire naître l'idée d'une alliance stratégique avec une grande puissance. Il s’agissait surtout de s’allier à un partenaire qui puisse leur permettre de se défendre grâce à d’importantes ventes d’armes de qualité. Pour un homme comme le général Moshe Dayan, ce soutien devait non seulement assurer une supériorité militaire à Israël mais plus encore, lui donner une puissance dissuasive contre toute attaque. En 1955, ce raisonnement va trouver une certaine légitimation avec la livraison importante d’armes tchèques au Caire, cet  approvisionnement modifiant le rapport des forces entre l’Égypte et Israël. Avec ces nouvelles livraisons, ce pays arabe se dotait désormais d'un matériel militaire surpassant technologiquement celui d'Israël.
Parallèlement à ces objectifs de sécurité, il y avait aussi une volonté d’aller plus loin que la vente d’armes, c’est-à-dire désenclaver le pays par l’établissement de coopérations diverses et étroites. Israël était exclu du monde arabe et d'une certaine manière de l'Occident. Or, en développant des contacts économiques et culturels avec un ou plusieurs partenaires d'importance, cet ostracisme politique et militaire pouvait être directement contourné. C'est ainsi que la France fut progressivement considérée comme l'allié idéal car en échange de ces objectifs précités, Israël pouvait toujours l’aider à reprendre pied au Proche-Orient.

#### Communion d'intérêts communs
Les années suivant la Seconde Guerre mondiale ont été caractérisées par des relations très irrégulières entre la France et l’État d’Israël. Sur le plan diplomatique, le gouvernement français était partagé à la fois entre une amitié bienveillante et une franche hostilité, surtout lorsqu’il s’agissait de défendre ses propres intérêts.
Déjà en 1946, David Ben Gourion , d'autres membres de la Haganah, Yitzhak  Shamir et des membres de l'Irgoun ou du Lehi  avaient trouvé refuge à Paris après avoir été pourchassés par les Britanniques en Palestine. Organisant à la fois des envois sporadiques d'armes ainsi que vagues d’immigrations jugées illégales vers le mandat britannique, ils bénéficiaient d’une certaine complaisance de la part des autorités françaises. Cependant, le soutien majeur apporté à la cause sioniste eut lieu en 1947, avec le vote historique à l’ONU sur la partition de la Palestine.
Toutefois, la diplomatie française n’était pas dépourvue de contradictions à l'exemple de la reconnaissance d’Israël. Celle-ci fut prononcée de facto à compter du 20 janvier 1949, puis de jure (complète et définitive) que le 20 mai 1949, après qu’un accord fut trouvé concernant les compensations pour la destruction des édifices religieux français lors de la guerre d'indépendance. En réalité, cette reconnaissance était aussi liée à une volonté française de retarder l’événement de manière à ne pas se faire critiquer à l’ONU. Reconnaître Israël aurait pu entraîner en rétorsion, la formation d’un bloc favorable aux indépendances dans le Maghreb (Maroc, Tunisie et Algérie).
En dépit de ces contradictions, les relations entre ces deux États n’en continuaient pas moins d’être cordiales. Cependant, on ne pouvait pas encore parler à l’époque d’une véritable alliance, cette dernière devant se constituer de manière progressive.
Au niveau de l'armée française et du secteur de la défense, un intérêt à des liens soutenus existait. Dès la fin de la guerre, les industries d’armements avaient commencé à faire pression auprès des gouvernements successifs pour qu’ils assurent la survie des arsenaux non dévastés. L’idée n’était pas principalement économique car en tant que membre de l’OTAN, la France bénéficiait d’une certaine aide américaine pour reconstruire son industrie de guerre. Il s’agissait plutôt d’assurer une indépendance militaire de la France, Or, cela supposait des rentrées financières importantes et donc des partenaires privilégiés. À l’époque, l'un des clients était Israël. Il était un acquéreur particulier au sens où la majeure partie des transactions effectuées relevait du secret pour ne pas nuire aux intérêts de Paris.
Les dirigeants des firmes nationales d’armements et leurs relais politiques encourageaient ce type de commerce. Ainsi, par exemple, dans le gouvernement Edgar Faure en 1955, le ministre de l’intérieur Maurice Bourgès-Maunoury avait multiplié les contacts avec les officiels israéliens. Cette politique tenait à la fois dans les impératifs de l’industrie française mais aussi dans les convictions des hommes. L’Algérie était soumise dès 1954 à des luttes nationalistes. Or, l’idée selon laquelle cette insurrection était directement appuyée par l'Égypte était présente dans leurs esprits. Cela  favorisait un certain raisonnement de type « si les amis de nos amis sont nos amis, les ennemis de nos ennemis sont nos amis ». Dans ce contexte global, les ventes d’armes s'accrurent rapidement en faveur d'Israël. Il s’agissait notamment de contrats portant sur les premiers chasseurs Mystère IV. La France, heureuse de satisfaire d’une part les besoins de l’industrie de défense en termes de nouveaux marchés d’exportation, Paris trouvait intérêt, d’autre part, à équiper Tsahal et à maintenir un équilibre des forces face aux nationalistes arabes du Caire.
Parallèlement à cela, un certain nombre de fonctionnaires civils et militaires du ministère de la Défense, avaient une certaine sympathie pour l’État hébreu. Ainsi, des hommes comme Jules Moch et Pierre Kœnig ont souvent soutenu l'appui militaire fourni et ce, en dépit des réticences arabes ou occidentales. Anciens résistants, ils avaient une sympathie pour l’État d’Israël notamment par le souvenir de la Shoah, de la lutte contre l’occupant nazi ainsi que des victoires comme celle de Bir Hakeim durant laquelle s'illustrèrent des combattants juifs. De tels éléments ne pouvaient que contribuer à renforcer les relations tissées entre les deux États. Cette amitié trouvait aussi son origine dans la francophilie de nombreux gradés et fonctionnaires israéliens. À cela, s’ajoutait la méfiance latente de nombreux militaires français à l’égard du Royaume-Uni et des nationalistes arabes qui s'illustraient de plus en plus dans le Maghreb.
Le soutien à cette coopération franco-israélienne naissante ne vit pas seulement le jour au sein des gaullistes mais aussi dans les rangs des socialistes. Les élus socialistes de la IVe République sont souvent d’anciens résistants. Ils se sentent une dette à l’égard du peuple juif, dont ils n’ont pu empêcher l'extermination fomentée par les nazis. Parmi les dirigeants de ce parti, Christian Pineau, qui fut ministre des Affaires étrangères en 1956 et qui avait une sympathie profonde pour ses anciens camarades déportés, déclare notamment : « J’ai toujours eu au fond de moi-même cette idée : le peuple juif a droit à une compensation ». Le futur premier ministre Guy Mollet exprimait lui aussi des amitiés semblables. Dès lors, bien avant leur arrivée au pouvoir, un courant pro-israélien était présent dans une frange de ce parti. Pour ne prendre qu'un exemple, en 1951, cette tendance s’était déjà manifestée avec le soutien de l'entrée des travaillistes israéliens au sein de l’Internationale socialiste, en dépit des réticences britanniques.
Le rapprochement concret des gouvernements français et israélien s’est illustré de manière significative dès 1955 avec l’affaire des armes tchèques livrées à l'Égypte. Alors que cette dernière attendait ses premières livraisons, Shimon Peres et David Ben Gourion négociaient désormais ouvertement des achats massifs d’armes à la France. Avec le soutien de son partenaire, Israël allait se doter dès 1956 d’un arsenal important permettant de rétablir l’équilibre régional des forces.
Pour autant, un certain nombre de fonctionnaires français étaient opposés aux liens étroits entre les deux États car ils privilégiaient plutôt une « politique arabe » de la France. Cette opposition tenait principalement sur une volonté de maintenir des liens économiques privilégiés, à l’exemple du pétrole, mais aussi un certain rayonnement culturel dans le Levant. Dès lors, lorsque des oppositions aux ventes d’armes en Israël eurent lieu au ministère des Affaires étrangères, le ministre de l'époque, Christian Pineau prit parti. Pour exemple, en juin 1956, en dépit des protestations de hauts fonctionnaires et de l'opposition américaine, il soutint la livraison de nouveaux chasseurs Mystère IV en Israël. Ces différents soutiens au sein du monde politique et militaire français permirent au jeune État juif  de se doter rapidement d’un arsenal militaire de qualité.
Sur le plan diplomatique, ces deux alliés trouvaient des avantages à la consolidation de leur relation.
Pour la France, ce lien lui permettait théoriquement de faire pression sur l'Égypte qui aidait le FLN algérien. Avec ce renforcement des relations, Paris avait aussi regagné du terrain dans la région. Exclue du pacte de Bagdad par ses partenaires occidentaux, elle venait pour autant de rééquilibrer la balance des forces régionales. Cette politique était couronnée de succès car les alliances entretenues par Washington et Londres les empêchaient de livrer des armes à l'État hébreu ; or ils souhaitaient néanmoins maintenir un équilibre militaire dont l'instabilité pouvait être source de nouveaux conflits. En ce qui concerne les Israéliens, ils avaient réussi à se désenclaver diplomatiquement et militairement et n’étaient plus exclus des jeux d’alliances eu égard aux liens soutenus entretenus avec la France.

#### Crise du canal de Suez
Lors de la formation du gouvernement de Guy Mollet, l’Algérie était déjà soumise à des phénomènes de révoltes menées par les nationalistes du Front de libération nationale (FLN) et de son bras armé, l'Armée de libération nationale (ALN). Si les indépendances du Maroc et de la Tunisie ont paru inéluctables aux yeux du gouvernement, il n’en fut pas de même pour l’Algérie.
Le fait même de la présence d'un million de colons français renforçait l'idée du maintien du territoire dans le giron national. Cette révolte, qui avait débuté dès 1954, constituait une sérieuse épine à la fois dans la politique coloniale française, mais aussi dans ses relations avec les autres pays arabes, solidaires de la cause algérienne.
L’Égypte jouait un rôle important dans ce conflit au sens où le régime nassérien appuyait les indépendantistes en armes. Cet appui transitant via la Libye eut pour effet de tendre les relations avec la France.
En dépit des affirmations selon laquelle le soutien était simplement politique, les dirigeants à Paris étaient conscients que ces interférences comportaient aussi un volet militaire. La capture, au large d’Oran, du navire nommé Athos, chargé d’armes pour l’ALN, devait corroborer ces soupçons d'implications militaires. Cette situation de tension a encore contribué d’une certaine manière au soutien accordé à Israël en matière de ventes d’armes.
Au mois de juillet 1956, la tension allait prendre un tournant décisif avec l’annonce par Gamal Abdel Nasser de la nationalisation de la Compagnie de Suez, une décision suivie d'un blocus appliqué aux navires israéliens utilisant les voies de communication du détroit de Tiran et du canal de Suez.

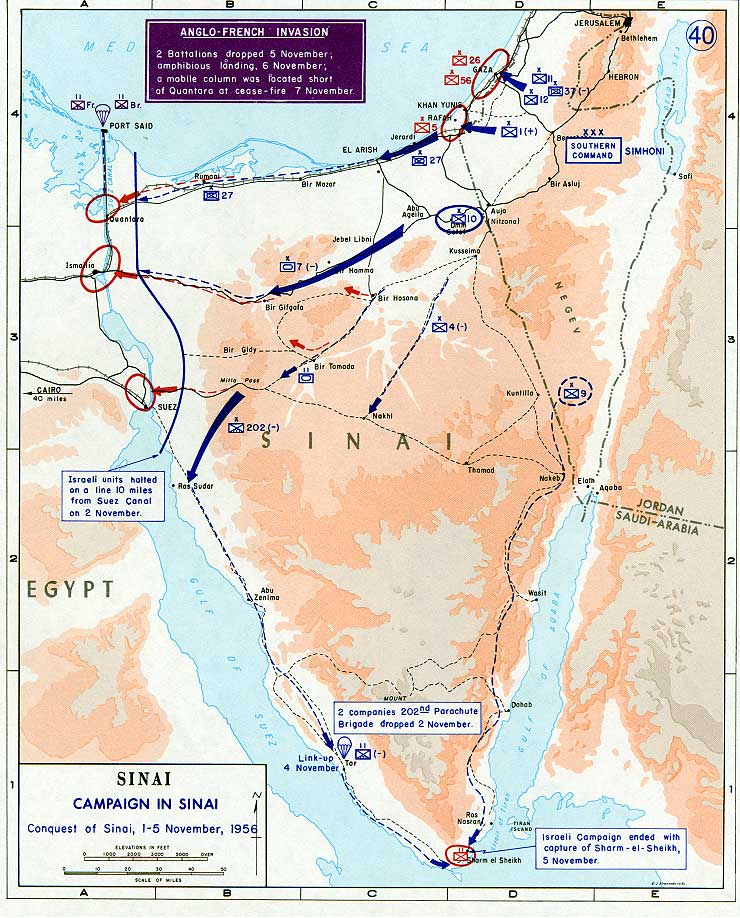
Offensive sur l'Égypte.

Cet acte, qui lésait de nombreux actionnaires français et britanniques, n’était pas un motif suffisant pour intenter une action armée alors que le canal devait revenir, au vu des dispositions prévues au XIXe siècle, à l’Égypte en 1968. Cependant, il constituait une occasion pour rallier Israël au sein d'une coalition axée contre l'Égypte, cela d'autant que la décision du mois d'octobre 1956, visait à créer un commandement unique des troupes militaires égyptiennes, syriennes et jordaniennes et favorisait  l'idée d'une frappe préventive en Israël.
Cette expédition militaire devait porter un coup au régime de Nasser sous le couvert de la reprise d'une institution internationale, reconnue depuis 1888 par la convention de Constantinople. À Paris, il était apparu évident qu’Israël représentait un partenaire en cas d’attaque contre l’Égypte, eu égard à l'état de belligérance.
Nombreux étaient les politiciens français qui estimaient que Nasser était à l’origine de la dégradation de la situation en Algérie. À l’exception des communistes et des poujadistes, les partisans du recours à la force étaient largement majoritaires au sein du Parlement. Lorsque Guy Mollet avait annoncé à l’Assemblée nationale que l’Armée française interviendrait en Égypte, il allait ainsi être approuvé par 386 voix contre 182.
De plus en plus sensible aux incursions des fedayins ainsi qu’à l’isolement du pays, la population israélienne et sa classe politique réclamaient des mesures de la part du gouvernement. Réélu en 1955, David Ben Gourion ne pouvait ignorer ces appels, ceci d’autant plus qu’à la Knesset, le parti Hérout concurrençait désormais la gauche par son discours sécuritaire.
Opposés sur l’échiquier politique, la droite et la gauche israéliennes firent cependant front face à l'Égypte. Ainsi, à la veille de l’attaque, le premier ministre israélien reçut l’ensemble des chefs des formations politiques. Après leur avoir expliqué les raisons et les détails de l’opération (accord de Sèvres), il obtint leur appui politique.
Face à un adversaire commun, la coopération franco-israélienne a connu un nouveau renforcement et ce, par le biais d'une dimension offensive. En dépit, d'une part, de l'échec de l'opération Kadesh sous la pression des États-Unis et de l'URSS et, d'autre part, du renforcement politique de Nasser sorti politiquement vainqueur de l'épreuve, cette coalition à Suez a surtout concrétisé l’alliance franco-israélienne. L’axe formé par ces deux pays ne concernait plus seulement un entendement de chancelleries mais bien la consolidation d'un axe aux intérêts stratégiques communs. Cependant, des auteurs ont souligné que Ben Gourion considérait la France comme un « second choix » après les États-Unis et que l'alliance franco-israélienne, dont la vocation était de combattre un ennemi commun à un moment donné, était une « alliance de combat ».

### Bilan des relations
Au lendemain de l’expédition en Égypte, le Proche-Orient avait retrouvé une certaine accalmie. La rétrocession du Sinaï le 7 mars 1957 et la présence des casques bleus, contribuèrent à cet apaisement. Cette relative quiétude permit à Israël de développer son économie et de renforcer le mouvement d’intégration des nouveaux immigrants. Sur le plan politique, David Ben Gourion et les travaillistes occupaient toujours le devant de la scène, en dépit de l'échec à Suez.
En France, le retrait d'Égypte avait eu raison à la fois du gouvernement Guy Mollet, et de manière plus générale, de sa politique au Proche-Orient. Cela favorisa d'une certaine manière l'avancée des dossiers liés à l’intégration européenne. Cependant, la guerre d'Algérie maintenait la « question d’Orient » à l’agenda du gouvernement. Ce problème était d’autant plus épineux que l’armée française n’arrivait à pas mettre un terme aux activités de l’ALN sur le territoire algérien.
Dans ce contexte de la fin des années 1950, l’alliance franco-israélienne comprenait toujours une coopération militaire renforcée ainsi qu’un soutien diplomatique mutuel. Bien que Guy Mollet n’occupait plus le poste de Premier ministre, ce furent les mêmes dirigeants de la IVe République qui ont exercé les mandats ministériels lors des gouvernements suivants, et œuvrèrent pour le maintien de ce partenariat privilégié. Le fait qu'une partie des architectes de cette alliance se soient maintenus au pouvoir, ainsi que dans les différents niveaux de l’état-major, contribua à ce statu quo.

## LaVeRépublique et Israël

### Le général de Gaulle et la politique proche-orientale

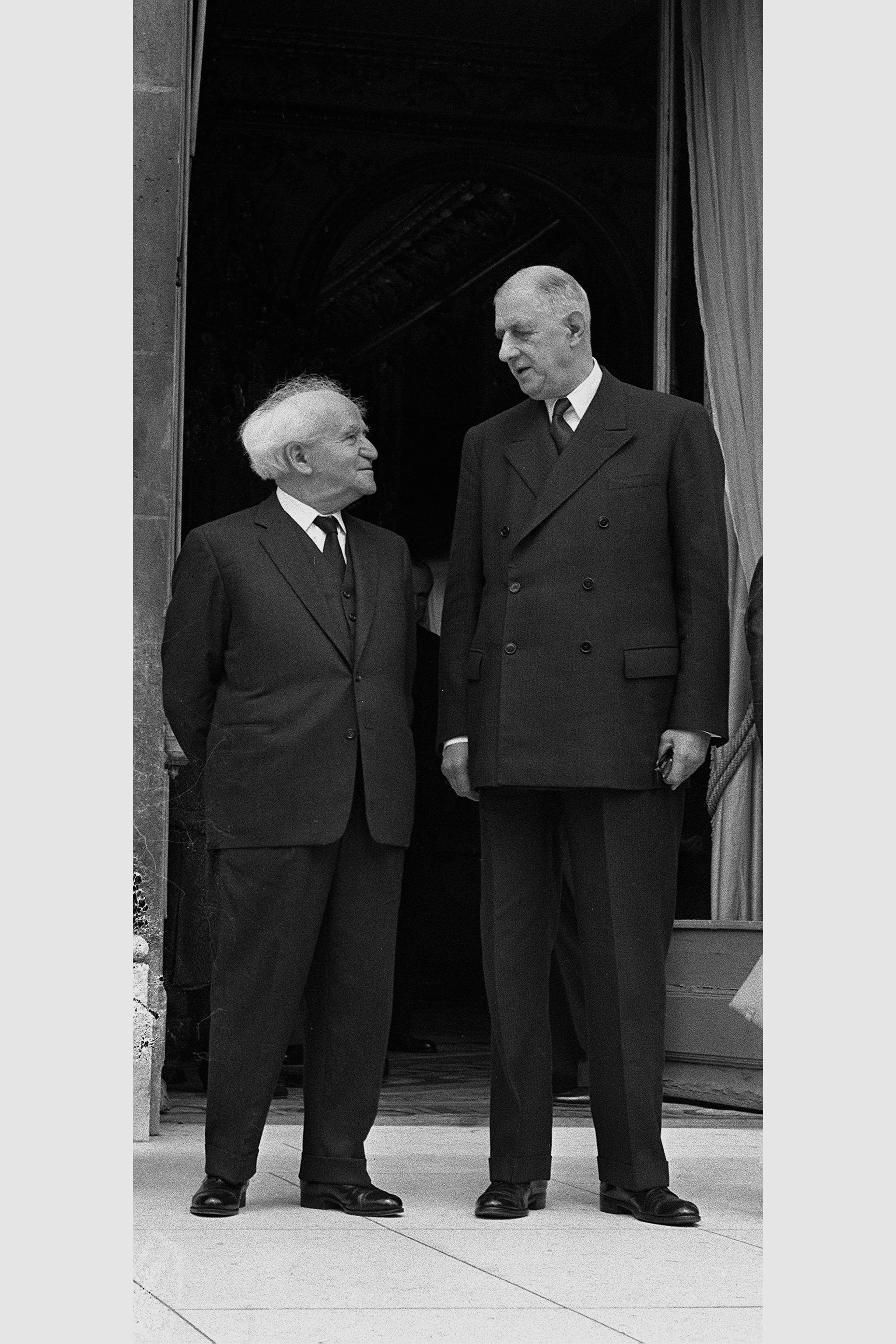
David Ben Gourion et Charles de Gaulle à Paris, en 1960.

Depuis l’expédition de Suez, la diplomatie française avait été écartée des affaires du Proche-Orient. Soutenu par l’Union soviétique, le régime nassérien avait marqué un pas de plus vers le panarabisme, en proclamant l’union avec la Syrie en 1958. En juillet, la monarchie irakienne était renversée par des officiers récusant le Pacte de Bagdad, tandis que des troupes américaines et britanniques étaient envoyées successivement à Beyrouth et en Jordanie. Partagé entre des amitiés soviétiques et la doctrine Eisenhower, le jeu d'alliances laissait peu de champ à l’action française et ce d'autant plus que les interventions militaires de ses alliés avaient eu lieu sans grandes concertations et que ces derniers montraient peu de soutien dans le problème algérien.
Bien que la crise du canal de Suez et la guerre d'Algérie aient défavorisé les relations entre la France et les capitales arabes, de retour au pouvoir en 1958, le général de Gaulle entendait bien rétablir le dialogue avec les autres versants de la Méditerranée. Cependant, il s'agissait d'un jeu d'équilibriste tant ce retour de Paris sur la scène arabe posait directement la question du développement des relations avec l’État d’Israël.
Alors que l’Algérie obtenait son statut d’État souverain en 1962, la France n’entendait cependant pas se désintéresser de la Méditerranée. Le processus de décolonisation avait, certes, érodé peu à peu l’influence française sur son empire colonial mais Paris entendait bien substituer une politique de coopération avec les nouveaux États à son ancienne politique coloniale arabe. Le général de Gaulle avait une certaine idée de la politique à l’égard du tiers monde ; si la France ne pouvait plus exercer son influence grâce à la tutelle coloniale, elle le ferait dorénavant par une politique de coopération multiple. La nouvelle ligne stratégique du général de Gaulle était fondée sur une triple constatation : des États arabes n'étaient pas encore inféodés aux Soviétiques ou aux Américains et pouvaient donc être sensibles à l'influence française, la France devenait de plus en plus dépendante de son approvisionnement en hydrocarbures et les marchés arabes ouvraient des perspectives intéressantes à l'économie française.
C’était l’idée que la France devait tirer profit de l’expérience des contacts et des connaissances qu’elle avait de ses anciennes colonies, pour jouer un rôle d’intermédiaire privilégié entre ces pays et l’Occident. Le général de Gaulle ambitionnait de voir son pays jouer le rôle d’avocat des pays décolonisés et de leurs intérêts, dans un monde ceinturé par les deux supergrands, à savoir les États-Unis et l'URSS. En encourageant les demandes du tiers monde, Paris trouvait ainsi un moyen de réorganiser l’ordre bipolaire en s’y insérant de manière indirecte. Cette coopération était ainsi conçue comme devant permettre l’établissement de rapports confiants avec le monde arabe, ceci, de manière que la France retrouve, en dehors de la logique des blocs, une véritable indépendance militaire et diplomatique. Le général de Gaulle, lui-même, devait déclarer dans ses Mémoires, « [u]n pays comme la France ne peut renoncer à un rôle d’aide internationale. Elle n’en a pas le droit ou alors elle ne serait pas la France et elle l’est ».
C’est dans ce contexte du renouveau des relations franco-arabes que le général de Gaulle a conceptualisé une réorientation progressive de la politique française à l’égard de son allié israélien. Il avait une grande sympathie pour les dirigeants politiques en Israël ; dans ses Mémoires, il devait ainsi exprimer son amitié pour le premier ministre de l'État juif :« voici et revoici David Ben Gourion ! D’emblée, j’ai pour ce lutteur et ce champion courageux beaucoup de sympathique considération. Sa personne symbolise Israël, qu’il gouverne après avoir dirigé sa fondation et son combat ». Toutefois, il était aussi favorable à une approche plus globale des affaires au Proche-Orient, privilégiant un dialogue multiple à une alliance unique, soit une diplomatie à géométrie variable.

#### La France et Israël: la rupture dans la continuité
L’orientation diplomatique de la France s’inscrivait de manière évidente dans une double dimension. Il s’agissait, d’une part, de perpétuer l’excellence des relations. Pour le chef de l’État français, Israël était un allié au Proche-Orient avec qui il fallait maintenir des liens militaires très étroits. Il fallait, à la fois, assurer sa propre sécurité, un équilibre des forces dans la région mais aussi les liens tissés entre les complexes militaro-industriels des deux pays. D’autre part, il était désormais privilégié une coopération qui s’étende à d’autres domaines, économiques et culturels notamment. Il y avait donc ainsi une volonté de dépasser le schéma de l'alliance politico-militaire au profit de relations privilégiées au sens large du terme.
Aussi, dès 1958, des entreprises françaises avaient ainsi opéré une percée sur l'économie israélienne en remportant notamment les marchés de construction de l’autoroute Beer-Sheva-Eilat et de l’aménagement des facilités portuaires d’Haïfa. En 1962, un protocole commercial était signé entre les deux capitales dans le but de créer une zone de libre-échange pour certains produits finis. En 1964, la France allait également appuyer la signature d'un accord commercial avec Israël, auprès de ses partenaires communautaires européens. Une première étape avait permis en 1963 à l'État juif d'obtenir un régime de tarifs préférentiels, avant la signature avec les instances européennes d'un accord de commerce global en 1964.
Parallèlement aux avancées dans le secteur économique, la coopération franco-israélienne s’était aussi développée dans le domaine de l’énergie atomique. Signé conjointement en 1955 par le ministre de la Défense Pierre Kœnig et le ministre des Affaires atomiques Gaston Palewski, l’accord avec l’État d’Israël fut maintenu dans le plus grand secret alors qu’en 1958 la France avait officiellement déclaré avoir cessé toute activité de personnels du C.E.A. avec les atomistes israéliens travaillant au sein de la centrale nucléaire de Dimona.
Toutefois, au niveau de la coopération technique et dans le prolongement du programme atomique israélien, le gouvernement français participa activement au programme balistique israélien. Au début des années 1960, le lanceur Shavit (en français : « comète ») était propulsé avec succès grâce à la technologie française ;  celle-ci fut aussi utilisée bien plus tard dans les projets de missiles Jéricho. Le général de Gaulle et l’état-major des armées n’étaient pas opposés au départ à une coopération qui pouvait être bénéfique en termes d'apports technologiques à l'arsenal stratégique français.
En dépit des nombreuses tentatives de diversification de la coopération entre les deux États, le secteur de l’armement demeurait cependant la part la plus importante des échanges. Non seulement la France était le plus gros fournisseur d'armes d'Israël mais encore ces échanges portaient également sur du matériel de très haute technologie à l'époque, à l'instar du chasseur-bombardier Dassault Mirage III qui fut massivement utilisé lors de la guerre des Six Jours.

#### La France et les capitales arabes: le renouveau
La politique de rapprochement et de coopération définie par le général de Gaulle fut mise en œuvre dès l’indépendance algérienne. Au Maghreb, le gouvernement français n’avait montré aucune opposition au partenariat militaire signé en 1963 entre Alger et Moscou. Au contraire, l’assistance apportée par la France à son ancienne colonie demeurait la part d’aide la plus importante accordée aux pays du tiers-monde. De plus, entre 1963 et 1978, plus d’un millier d’officiers algériens furent aussi reçus dans les écoles militaires françaises.
Plus importants dans cette relation furent les contrats d’approvisionnements en hydrocarbures de la France. Pour assurer les besoins énergétiques du pays, le gouvernement français avait obtenu lors des Accords d'Évian, puis par un accord bilatéral en 1965, une garantie de livraison énergétique. Bien que le général de Gaulle n’ignorât pas la méfiance derrière laquelle se retranchait certains officiels algériens et français, cette coopération permit un début de normalisation des relations avec le nouvel État.
Pour ce qui est de la Tunisie et du Maroc, ces pays entretenaient relativement de bonnes relations avec le gouvernement français. Déjà en 1957, la France avait obtenu de ses partenaires communautaires européens de pouvoir maintenir avec ces deux États, un régime d’échanges économiques préférentiels. En 1963, elle allait encore encourager l’ouverture de négociations en vue de conclure des accords d’association avec la communauté. En dépit de quelques incidents, les contacts entre les capitales étaient donc assurés.
Au Proche-Orient, le retour de la France n’en fut pas moins des plus prudents en raison des ressentiments laissés par la crise du canal de Suez. Conseillé par des spécialistes de la région comme le ministre Maurice Couve de Murville, le général de Gaulle multiplia les envois d’émissaires et les entrevues auprès des capitales arabes. Henri d'Orléans (dit le « comte de Paris »), prétendant orléaniste au trône de France, fut ainsi reçu en 1961 par les chefs d’État du Liban et d’Iran. Bien que l’arrestation de diplomates français, en 1961, n’avait pas été favorable au rapprochement entre Paris et Le Caire, le président français n’entendait pas moins restaurer le dialogue franco-égyptien.
Ce réchauffement des relations vint en 1965 avec la visite du vice-président égyptien Amer en France, suivie de la venue au Caire d’André Malraux, ministre français des Affaires culturelles. Ce renouveau de la politique arabe de la France vint progressivement à porter ses fruits en 1966, en effet à cette date, la plupart des pays arabes avaient rétabli leurs relations diplomatiques avec la France.
Pour la France, cette ouverture politique s’imposait mais sa prospérité économique et son développement industriel étaient eux aussi demandeurs de ces nouveaux marchés dans le tiers monde. Cette décennie allait être marquée par un accroissement important des échanges économiques entre les deux versants de la Méditerranée. Des groupes français comme Thomson et Batignolles, ont ainsi remporté des offres de marché en Arabie saoudite (télécommunications) ainsi qu’en Syrie (aéroport de Damas), tandis que la Sogréah obtenait un contrat de construction de canaux d’irrigation pour l’Euphrate. Les firmes aéronautiques n’étaient pas en reste et, enfin, sur le plan des hydrocarbures, le gouvernement français avait passé des contrats d’approvisionnement avec la Libye et l’Iraq Petroleum Company.
En termes d’échanges, la France avait désormais accès aux marchés arabes. Parallèlement, plusieurs milliers de techniciens et d'enseignants furent envoyés dans le monde arabe. C’est ainsi qu’à la veille du conflit israélo-arabe de 1967, Paris avait renoué et consolidé ses positions dans cette partie du monde. Exclue des affaires du Proche-Orient lors de l’épopée de Suez, la France venait d'y retrouver partiellement une certaine influence.

#### Équilibrisme à l'épreuve de la guerre
De manière globale, cette diplomatie à géométrie variable s’inscrivait dans un cadre plus large, la politique de la France en Méditerranée. Face à un Proche-Orient soumis à une structure bipolaire, la position française était guidée par un souci d’apparaître comme une puissance neutre. L’idée essentielle sur laquelle se fondait cette politique reposait sur le fait que Paris n’assumerait plus des responsabilités importantes que pour autant qu’elle y trouve son compte. L’ambiguïté de la politique gaulliste reposait donc sur un équilibre entre des intérêts arabes et israéliens.
Toutefois, le point faible de cette stratégie méditerranéenne tenait cependant dans le maintien d’un statu quo territorial et dans l’absence d’un nouveau conflit armé entre Israël et ses voisins. En effet, en cas de guerre, la France ne craignait pas pour la survie de l’État hébreu du fait de sa supériorité militaire, mais elle serait obligée de se désolidariser de l’État ou du groupe de nations qui prendrait l’initiative des hostilités.
La rupture de cet équilibre eu lieu au mois de juin 1967 avec l’attaque surprise de la chasse israélienne sur les aérodromes égyptiens. Fort de ses soupçons sur l’imminence d’un conflit, le 2 juin, le général de Gaulle vint à décréter un embargo préventif sur les ventes d'armes à destination du Proche-Orient. Eu égard à la tension montante entre le président Nasser et le gouvernement israélien (retrait des casques bleus du Sinaï et leur remplacement par des unités égyptiennes, blocus du détroit de Tiran aux navires israéliens, etc.), Paris tentait de temporiser l'escalade d'une situation dont elle savait son allié prêt à intervenir militairement.
Pris entre les intérêts systémiques de son allié français et la perception d'une menace à ses frontières, Israël fit le choix de l'assaut. La guerre des Six Jours allait dès lors marquer le début de la rupture entre Paris et Jérusalem, la fin graduelle d’une alliance jadis née à l’aube de Suez et mise à mal une décennie plus tard.
Le président français avait déjà tenté de dissuader ses alliés israéliens de passer à l’attaque, en envoyant un signal ferme par le biais d'un embargo sur les livraisons d’armes. Or, devant l’intransigeance de ses homologues, le général de Gaulle vint à rendre son verdict, le communiqué du conseil des ministres du 15 juin 1967 condamnait ainsi l’« agression israélienne » et réaffirmait le refus de la France de ne tenir pour acquis aucun fait accompli. Le chef de l’État avait aussi donné pour mission à son gouvernement de dénoncer l’attitude de l’État hébreu devant l’Assemblée nationale ainsi qu’à l’ONU. Dans cette optique, les nouvelles orientations gaullistes supposaient une rupture nette ; en réalité, derrière les mots accusateurs se cachait une réalité plus nuancée. L’embargo sur les armes décrété à la veille du conflit n’avait été ainsi que partiellement respecté. Des pièces détachées et du matériel continuaient à être acheminés secrètement vers Israël.

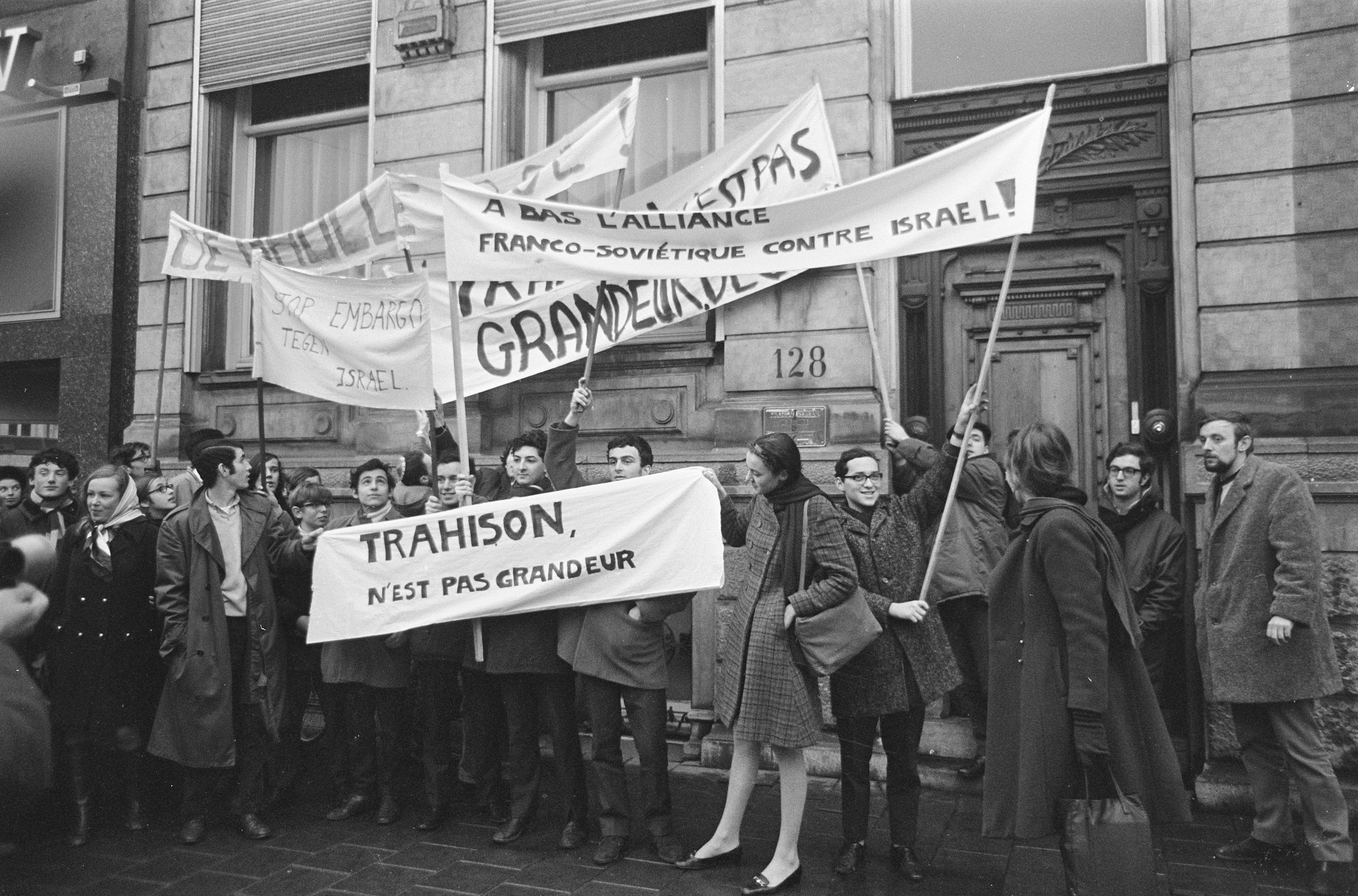
Manifestation contre le général de Gaulle, le 22 janvier 1969, devant le consulat de France à Amsterdam aux Pays-Bas. Selon leurs banderoles, les participants affirment qu'il y a une alliance franco-soviétique contre Israël et exigent la fin de l'embargo contre ce pays.

La querelle entre les deux États vint à s’accentuer lors d’une conférence de presse donnée le 27 novembre 1967 à l’Élysée. Parlant de la situation au Proche-Orient, il vint à déclarer que « certains même redoutaient que les Juifs, jusqu'alors dispersés, mais qui étaient restés ce qu'ils avaient été de tout temps, c'est-à-dire un peuple d'élite, sûr de lui-même et dominateur, n'en viennent une fois qu'ils seraient rassemblés dans les sites de son ancienne grandeur, [...] à changer en ambition ardente et conquérante les souhaits très émouvants qu'ils formaient depuis 19 siècles », ajoutant qu'« Israël [...] organise, sur les territoires qu'il a pris l'occupation qui ne peut aller sans oppression, répression, expulsion et s'y manifeste contre lui la résistance qu'à son tour il qualifie de terrorisme ». Ces mots firent l’effet d’une bombe au sein de la société israélienne, des Juifs de France mais aussi des nombreux politiciens sympathisants de la cause de l'État hébreu. Bien que certains allassent jusqu’à qualifier le président d’antisémite, ses propos constituaient en réalité une maladresse bien comprise par les dignitaires israéliens. David Ben Gourion avait ainsi écrit au général en déplorant « les critiques injustes formulées par de nombreuses personnes en France, en Israël et dans d’autres pays qui, je pense, n’ont pas examiné vos propos avec tout le sérieux requis ».
Mais la rupture fut consommée entre les deux États en décembre 1968 avec une attaque israélienne au Liban. En riposte à un attentat anti-israélien sur l’aéroport d’Athènes, Tsahal avait lancé une opération de rétorsion sur l’aérodrome de Beyrouth. Opposé à la théorie des représailles, le président français proclama l’effectivité totale du boycott des armes à destination d’Israël. La France n’entendait plus épauler un allié qui refusait ses mises en garde et dont le statut de belligérant avec ses voisins rendait impossible l'équilibre régional qu'elle avait envisagé jusqu'à la veille du conflit. Pour autant, ce changement de politique ne suscita pas moins des oppositions en France. Il convient de citer en particulier le milieu de l'armement qui perdait ainsi un de ses plus gros clients (le groupe Dassault, qui avait notamment équipé l'armée de l'air israélienne avec des Dassault Mirage III).
À la fin des hostilités, la rupture entre les deux États allait progressivement marquer un tournant déterminant au niveau de leurs relations futures. La politique gaulliste à l’égard de l’État hébreu a en effet ouvert la voie à un renforcement de la présence française sur la scène arabe, alors que Israël vint à se tourner vers un État qui est encore à l'heure actuelle son principal allié politique et militaire, les États-Unis.

### Gestion de l'héritage gaulliste
Un an après les événements contestataires de mai 1968, le président de Gaulle vint à démissionner après avoir essuyé un refus au référendum sur son projet de régionalisation et de réforme du Sénat. Avec le départ du chef de l'État, une page de la politique extérieure française était tournée au niveau des hommes mais non des idées : refus de la politique des blocs (bipolarité stricte du globe entre les États-Unis et l'URSS), priorité accordée à la construction européenne et consolidation des relations privilégiées avec le tiers-monde (essentiellement les anciennes colonies et les pays francophones). En d'autres termes, il s’agissait de renforcer les partenariats de manière à promouvoir le rôle et les intérêts de la France sur un globe soumis à la bipolarisation. Une orientation soulignée par le ministre de la Défense de l’époque, Michel Debré : « L’évolution des souverainetés en Afrique du Nord, le conflit durable du Moyen-Orient, la poussée soviétique vers l’Afrique et l’Islam, les divers intérêts américains : autant d’éléments qui depuis 20 ans ont modifié les données de notre sécurité et nous imposent des attitudes neuves et actives pour la défense de nos intérêts ».

#### Présidence de Georges Pompidou

##### Stratégies commerciales et économiques
Au niveau des échanges commerciaux avec le pourtour méditerranéen, l’action de la présidence de Georges Pompidou a été déterminante dès le début de la décennie. Après la rupture de l'alliance avec Israël, il était évident pour l’Élysée que la France ne pouvait se contenter d’un strapontin face aux marchés arabes qui lui étaient désormais ouverts, ceci d’autant plus que la concurrence étrangère était très importante.
Forte de ses grands groupes puissants, l’industrie française de l’armement obtint de nombreux contrats importants. La substitution de ses nouveaux marchés à celui d’Israël était éloquente, de 1,7 milliard de francs, les exportations françaises s’élèvent à 2,7 milliards en 1967, 4 milliards en 1968. De plus, en 1970, la France vint à accéder au rang de troisième exportateur mondial d’armes. Le renouveau sur la scène arabe représentait une aubaine. Au début de l’année 1970, le contrat de vente de 110 chasseurs-bombardiers Mirage et de 200 chars de combat en Libye consacrait les performances de l'industrie militaire française. La nouvelle fit l’effet d’une bombe en Israël où l'équipement français avait permis de remporter l’assaut en 1967 et qui voyait désormais ses ennemis se doter d’armes identiques ou de haute qualité technologique. À l’aube de la guerre du Kippour, le commerce vers les pays arabes comptait pour 30 % des exportations. Ce taux augmenta par la suite durant la décennie.
Dans ce contexte, il y avait à la fois des aspects stratégiques et économiques. En effet, si la diplomatie commerciale appuyée par l’Élysée constituait un appui majeur aux industries de l’armement, les livraisons étaient cependant soumises à de nombreuses conditions. Les plus déterminantes concernaient le droit de veto français sur le stationnement des avions sur certains aérodromes et la cession d’engins à des pays tiers (maintien de l'équilibre géopolitique moyen-orientale). Cependant, les réorientations de la politique à l’égard d’Israël n'ont pas eu totalement eu lieu à ses dépens. Dans le prolongement de l’affaire des vedettes de Cherbourg, l’Élysée vint notamment à négocier un accord secret en 1972, portant sur la livraison de pièces détachées pour les avions Mirage.
Cette politique rencontrait aussi la volonté des pays arabes de diversifier leurs fournisseurs, pour pallier d’éventuelles tensions avec leurs alliés. Il n’est pas sans rappeler dans ce dernier cas, l’expulsion des conseillers soviétiques d’Égypte, en 1972, qui avait entraîné une réduction des livraisons d’armes en provenance de Moscou. Ainsi, c’est notamment pour éviter de voir l'influence américaine supplanter totalement celle exercée par l'URSS que Paris a opté pour un renforcement de sa coopération militaire avec Le Caire et le monde arabe en général.
Au niveau des échanges conventionnels, la France s’est particulièrement investie dans le cadre des relations euro-méditerranéennes. Après l’aboutissement en 1969 des négociations portant sur la création d’accords d’association entre la CEE, la Tunisie et le Maroc, la France s’est attelée à faire adopter en 1972 la « politique méditerranéenne globale ». Un programme ambitieux visant à ouvrir à tous les pays du bassin méditerranéen des accords de coopération (volets commercial, financier et social). L’objectif était principalement d’ordre commercial car ce projet visait notamment à établir une libre circulation des marchandises pour tous les produits industriels. Parallèlement à la poursuite du commerce avec ses anciennes colonies du Maghreb, le président Pompidou a donné une certaine impulsion au développement des liens avec les pays du Golfe. En effet, lors de son mandat, la France détenait la lanterne rouge dans cette région du monde. Pour exemple, en 1973, la Belgique à elle seule importait plus de produits français que l’ensemble des pays du Proche-Orient. Pour faire face à cette situation, le gouvernement vint à développer les échanges avec les pays du golfe et cela d’autant plus qu’il s’agissait de trouver une alternative aux champs de pétrole algériens. En ce sens, des missions commerciales favorisèrent ainsi une timide avancée de la France sur la scène énergétique notamment par des contrats entre la Compagnie française de pétrole et l’IPC irakienne, en 1972.
Sur le plan des échanges commerciaux et bien qu'Israël pouvait se targuer, en 1968, de procéder à un volume d’échanges supérieur à tout État arabe avec la France, la situation s’était largement inversée lors du mandat pompidolien. Cette situation n’était pas le résultat délibéré d’une politique mais plutôt la conséquence de l’ouverture de l’ensemble des marchés arabes aux investisseurs français qui avaient longtemps été boudés (conséquences de la crise du canal de Suez, de la guerre d'Algérie et du soutien apporté à Israël). La crise pétrolière de 1973 a par ailleurs accentué cette situation par l’augmentation des capacités de paiements des États pétroliers (pétrodollars), Israël reculant encore un peu plus dans son commerce avec la France.

##### Stratégie diplomatique
Dès son entrée en fonction, le président Pompidou s’était inscrit dans la lignée du général de Gaulle, qui privilégiait un règlement du conflit israélo-arabe parrainé par les grandes puissances. Une option qui ne rencontrait pas les faveurs israéliennes et qui était contredite par les initiatives de Washington sans concertation avec Paris. Dès lors, la France privilégia des prises de positions et des actions dans le cadre européen.
En 1971, les ministres des Affaires étrangères des Six, parmi eux le représentant français Michel Jobert, avaient approuvé le « document Schuman », qui affirmait que le contenu de la résolution 242 (1967) de l’ONU constituerait la base de tout règlement de paix. Le président Pompidou avait également affirmé son opposition à un accord qui n’inclurait pas une solution au problème des réfugiés palestiniens, d’où sa volonté de considérer la résolution onusienne comme le fer de lance de l’action française et européenne.
Par le biais de ses initiatives individuelles ou dans le cadre européen, la diplomatie moyen-orientale du président Pompidou avait joué la carte d’une certaine neutralité. Cela étant, comme lors de la présidence gaulliste, certains observateurs israéliens ont eu l'impression que la France avait choisi un camp, celui du monde arabe, d’où un prolongement de la dégradation des relations franco-israéliennes. Un raidissement des relations exprimé notamment en 1973 par Menahem Begin (Likoud) : « le fait que le gouvernement (…) est prêt à vendre délibérément le sang juif pour le pétrole arabe (…), est la plus grande trahison depuis que le gouvernement Daladier avait trahi le pacte franco-tchécoslovaque. Mais Israël n’est pas la Tchécoslovaquie et il n’y aura pas de Munich au Proche-Orient ».

##### Conflit d'octobre 1973 et ses conséquences
Face au conflit, l’attitude diplomatique de la France consistait à nouveau en une forme de jeu d'équilibre. Elle avait adopté une politique d'ouverture avec le monde arabe qui lui avait permis de moins souffrir que ses partenaires américains et néerlandais du choc pétrolier (décision prise le 17 octobre 1973, lors d'une réunion de l'OPAEP), tout comme elle faisait sienne l'idée d'un État d'Israël vivant dans des frontières sécurisées mais soumises à un accord de paix.
Son action s'est principalement illustrée au niveau de la sphère de l'Europe des neuf.
Dans le prolongement du « document Schuman » de 1971, le 13 octobre, la Communauté allait appeler les belligérants à un cessez-le-feu suivi de pourparlers de paix. Ceci avant de réitérer le 6 novembre sa condamnation des territoires occupés et d’affirmer son souci pour les droits légitimes des Palestiniens. En œuvrant dans le cadre institutionnel européen, la France avait ainsi milité pour l’approfondissement du dialogue euro-arabe amorcé dès 1971 avec l’évocation du sort des réfugiés.
En décembre 1973, le sommet de la CEE de Copenhague allait compléter les actes précédents en confirmant que les questions des territoires occupés et de la sécurité d’Israël ne pourraient être solutionnées que par des accords de paix. Ces orientations politiques correspondaient bien aux desseins du président Pompidou, puisqu'elles faisaient prévaloir in fine les analyses de l’Élysée au sein de la CEE. La logique française consistait ainsi à créer une véritable politique européenne guidée par Paris et capable de trouver une solution aux problèmes du Proche-Orient. Une solution trop lourde pour être imposée par la seule France. Les prises de positions sur le conflit et l’ouverture d’un dialogue avec les capitales arabes tenaient dans un seul principe.
En réalité, cette tactique diplomatique sera parfois vivement dénoncée au sein de l’establishment politique israélien, y compris au sein du gouvernement de Golda Meir, et parfois aussi en France, alors qu’elle fut applaudie dans certaines capitales arabes. Le grand rabbin de France Jacob Kaplan dénonce ainsi la partialité de la France en faveur des pays arabes et remercie les États-Unis de leur solidarité, « Nacht und Nebel, nuit et brouillard, de sinistre mémoire, voilà ce qu’a connu, ce que connaît Israël. S’il n’y avait eu les États-Unis qui, sans s’être engagés publiquement en disant un jour : « Israël, notre ami et notre allié », se sont comportés envers lui selon le droit, l’équité et l’amitié, qui lui ont apporté leur soutien et livré l’armement indispensable à sa défense (…). J’en viens à me demander si cette solitude et ce silence ne s’expliquent pas par le retour de la nuit dans les esprits et dans les cœurs en plein vingtième siècle ». Quelques années plus tard, Yitzhak Shamir n’allait pas non plus mâcher ses mots sur ce dialogue euro-arabe, « Il existe un lien entre la position européenne et le terrorisme antisémite ».
Dans ce contexte général, les relations franco-israéliennes subirent un accroissement de leur délitement. Alors que la France ancrait de plus en plus ses partenariats dans les capitales du monde arabe, les Israéliens renforçaient leur partenariat stratégique avec les États-Unis.
Parallèlement à sa critique par une frange des élites israéliennes, cette politique européenne se confina par la suite dans des aspects économiques (approvisionnements pétroliers, ouverture des marchés, etc.) alors que sur le front israélo-arabe, les négociations de paix vinrent à devenir un quasi-monopole américain. Des accords de désengagement partiel des forces armées furent ainsi réalisés le 18 janvier 1974 et le 4 septembre 1975 dans le Sinaï, tout comme le 31 mai 1974 sur les hauteurs du Golan, tous négociés par les États-Unis et appliqués par l’ONU (troupe de casques bleus).
En termes de bilan, le quinquennat présidentiel s’est directement inspiré des principes gaullistes qui entendaient restaurer les intérêts économiques de la France dans le pourtour méditerranéen, tout en recherchant une solution politique aux problèmes du Proche-Orient. Le renforcement de la politique commerciale arabe et la position semi-équilibrée lors du conflit d’octobre 1973, s’inscrivaient directement dans l’horizon gaulliste. Cependant, Georges Pompidou était conscient des limites de la seule diplomatie française. C’est la raison pour laquelle il l'inscrivit dans le cadre européen, qui donnait plus de poids à une partie des thèses de l’Élysée ainsi qu’une marge de manœuvre plus grande sur l’échiquier international.

#### Giscardisme et Israël
L’élection de Valéry Giscard d'Estaing en mai 1974 a posé la question de la continuité des orientations diplomatiques de la France au Proche-Orient. Premier président non gaulliste de la Ve République, il a cependant poursuivi la conduite de ses prédécesseurs. Cet héritage diplomatique se couplait à une série de facteurs pesant sur la politique méditerranéenne de la France : la politique énergétique très dépendante des importations venues du monde arabe, les ventes d’armes en expansion et constituant un élément important de la balance commerciale française, et, enfin, le cavalier seul des États-Unis visant à instaurer une paix durable entre Israël et ses voisins.

##### Facture énergétique et cause palestinienne
Soumis à une crise économique qui touchait particulièrement l’Occident depuis la fin du premier choc pétrolier, le gouvernement français avait pris conscience de la vulnérabilité de l’Hexagone face aux approvisionnements énergétiques venus du Proche-Orient. Afin de garantir ses besoins en hydrocarbures du point de vue des quantités et de la modération des prix, Paris favorisait la multiplication des contacts entre les entreprises françaises et le secteur pétrolier arabe. Ainsi, entre 1974 et 1977, une série d’accords d’exploitation de gisements furent obtenus par la Compagnie française des pétroles et l’IPC à Bagdad. En même temps, cette même compagnie conservait ses positions à Abou Dabi ou en acquérait de nouvelles.
Au-delà de ses points d’appuis politiques ou économiques traditionnels à l'instar de la Syrie et de l'Irak, la France se tourne également vers des pays envers lesquels sa diplomatie avait jusqu’alors fait preuve d’une moindre assiduité, comme les monarchies pétrolières du Golfe dont les richesses pétrolières et la situation géopolitique paraissent particulièrement prometteuses. En réalité, fussent-ils nécessaires et impératifs, ces approvisionnements pétroliers posaient néanmoins un risque de déficit important dans la balance commerciale : le poids de la facture énergétique.

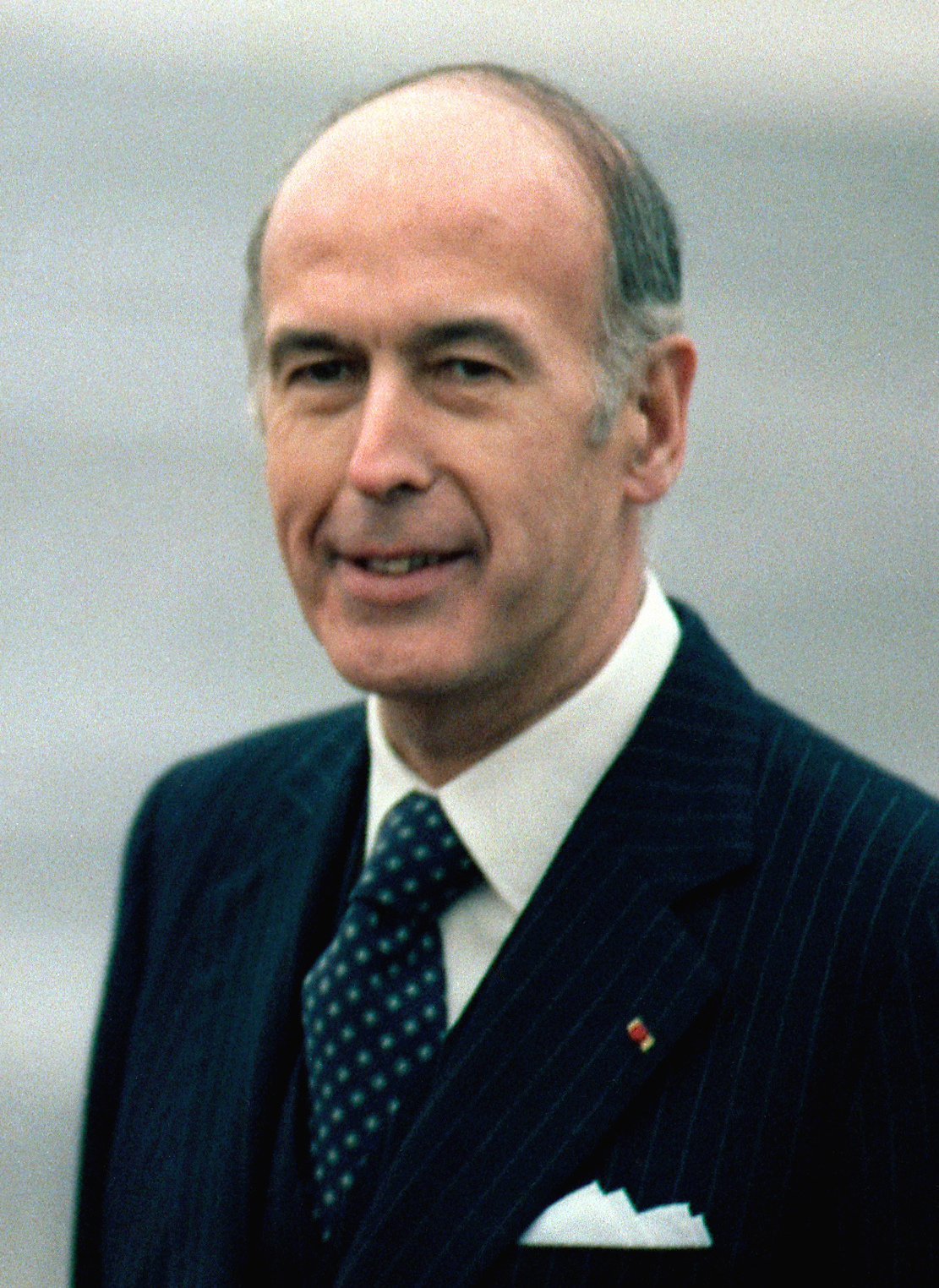
Valéry Giscard d'Estaing.

Il y avait donc lieu de compenser les importantes dépenses pétrolières. Dans les faits, le président Valéry Giscard d'Estaing invita les hôtes de Matignon (gouvernements de Jacques Chirac et de Raymond Barre) à accentuer notamment les ventes d’armes dans les pays arabes. Toutefois, le chef d'État français entendait exclure cette coopération militaire de toute partialité au Proche-Orient, ainsi, il devait déclarer en 1976 que « la sécurité des pays de la région est de leur seule responsabilité (…). Dans la mesure où ils le souhaiteraient, la France serait disposée, comme elle l’a déjà fait, à leur fournir les matériels dont ils estimeraient nécessaire de se doter. Cette coopération est exclusive de toute ingérence dans un domaine qui relève de leur souveraineté ».
Dans cette logique, les ventes d’armes furent principalement ciblées sur les pays pour lesquels la France entendait ancrer davantage ses importations en hydrocarbures, l’Arabie saoudite et l’Irak. L’analyse de ces accords implicites « armes contre pétrole » mérite cependant que l’on souligne deux points. D’une part, ces ventes ne se sont pas limitées à ces deux pays mais elles furent les plus significatives de la politique globale menée par la France. D’autre part, bien qu’elles se firent aux dépens d’Israël, elles ne furent jamais menées directement contre l’État hébreu. Concernant ce dernier point, les différents gouvernements du président Valéry Giscard d'Estaing obéissaient à des impératifs économiques et non pas à une volonté manifeste de déséquilibrer l’équilibre régional des forces.
Du point de vue économique, la France se trouvait dans une situation analogue à ses partenaires européens à l’exception du commerce des armes. Ainsi, si les importations de la CEE en provenance des pays arabes avaient connu une hausse considérable de 1969 à 1977, les exportations communautaires vers ces mêmes États ont, eux aussi, fortement augmenté entre 1973 et 1978, bien que se concentrant sur les pays pétroliers.
La principale innovation de la coopération franco-arabe fut limitée au niveau de l’énergie nucléaire. Le 18 novembre 1975, un accord fut ainsi signé avec l’Irak concernant la construction d’un réacteur nucléaire à Tamuz. Substituant la coopération arabe aux défuntes « amitiés atomiques » avec Israël (appui à la construction de la centrale nucléaire de Dimona), la logique du président fut énoncée par un communiqué du ministère des Affaires étrangères en 1978 : « [l]a vente d’un réacteur de recherche à l’Irak s’inscrit dans notre politique de coopération avec les pays désireux de bénéficier des applications pacifiques de l’énergie nucléaire ». Bien que certains pays dont Israël condamnaient cet accord, la ligne officielle du gouvernement français était bien celle de diversifier la coopération avec les pays arabes sans qu'il soit question d'aider l’Irak à se doter d’armes nucléaires.
L’arrivée au pouvoir du président Valéry Giscard d'Estaing et la continuation de la politique arabe amorcée par ses prédécesseurs n’eut aucun effet de relance sur les relations franco-israéliennes; au contraire, le processus de délitement vint à se poursuivre. Il faut cependant souligner que la victoire historique du Likoud aux législatives de 1977 ne fit rien pour contribuer au renouveau des relations entre les deux États. Alors que la France cherchait une solution négociée au Proche-Orient, le gouvernement de Menahem Begin avait opté pour une stratégie territoriale maximaliste (Sinaï égyptien et Golan Syrien compris) qui entrait en opposition avec les options de Paris et de ses partenaires européens.
Aux options du gouvernement israélien s’ajoutait donc le développement des politiques commerciales et militaires favorables aux pays arabes et dont Israël était quasiment exclu. Dans ce contexte, les relations franco-israéliennes étaient marquées par une méfiance mutuelle. Bien que le président avait été ferme concernant l’existence d’Israël, il devait ainsi déclarer en 1977 que « le problème des droits naturels et légitimes d’Israël est un problème que j’ai toujours évoqué dans mes conversations avec les dirigeants des grands États arabes de la région ». Les tensions entre les deux États n’en étaient pas moins persistantes.
À ce sujet, il convient de citer le courant grandissant et favorable à une reconnaissance de l’OLP par la classe politique française ainsi que dans son action au niveau international. Convaincu de la nécessité d’une patrie pour le peuple palestinien parallèlement à la négociation d'une paix durable, le chef d'État français prit une série de mesures en ce sens. Le 22 novembre 1974, la France vota la reconnaissance de l’OLP au sein de l’ONU en tant que membre observateur, ainsi que les « droits inaliénables du peuple palestinien en Palestine », y compris le droit à l’indépendance et à la souveraineté nationale. En octobre 1975, le président donnait encore son autorisation pour l’ouverture d’un bureau de liaison du mouvement palestinien à Paris. Le président Giscard privilégiait ainsi le fait d’inciter l’OLP à devenir un interlocuteur valable à tout processus de paix. En effet, pour lui, toute négociation devait passer par la désignation d’un organe crédible et représentatif des Palestiniens, parmi la nébuleuse de mouvements de libération.
La poursuite de ces orientations favorisant la cause palestinienne ainsi que la coopération militaire étroite avec les pays arabes, ne fit donc qu'accentuer encore plus la méfiance ressentie par le gouvernement israélien à l'égard de la France lors de la seconde moitié des années 1970, à tel point que Frédéric Encel considère le septennat de Giscard d'Estaing comme l'ère de la « glaciation » : « ouverture d’une représentation officielle de l’OLP (en 1975) à Paris ; contrat de vente de la centrale nucléaire française à l’Irak de Saddam Hussein (1975) ; refus d’extrader le terroriste Abou Daoud (organisateur du massacre des athlètes israéliens aux Jeux olympiques de Munich) ; circulaire Barre sur le boycott des entreprises israéliennes ; fortes réserves françaises vis-à-vis de la paix israélo-égyptienne de Camp David (1978-1979) ; indifférence manifeste face à des attentats antisémites (1980) ; refus de se rendre en Israël, etc. »

#### Réacteur Osirak
En 1975, dans le cadre d'un accord conclu à la suite de la visite de Saddam Hussein en Provence, la France construit un réacteur nucléaire expérimental de 70 MW en Irak malgré l'opposition d'Israël à ce transfert de technologies. Après plusieurs tentatives infructueuses de saboter le projet, Israël décide de détruire ce projet industriel par des frappes aériennes. Un civil français, Damien Chaussepied, est tué lors de ce bombardement. Les relations entre la France et Israël ne sont néanmoins pas affectées par cet incident.

### Des années 1980 à aujourd'hui

#### Relations franco-israéliennes sous François Mitterrand
Pour Frédéric Encel, les mandats de François Mitterrand puis de Jacques Chirac permettent un rééquilibre de la politique française vis-à-vis d'Israël, marquée d'abord par la première visite officielle d'un président de la République française, François Mitterrand, en Israël.
À son arrivée à l’Élysée en 1981, François Mitterrand avait l’image d’un ami d’Israël. Catholique croyant, il semblait notamment y témoigner un certain attachement sentimental en raison de sa foi. Il entretenait par ailleurs de bonnes relations personnelles avec Menahem Begin alors Premier ministre d’Israël. Le gouvernement israélien espérait par conséquent un resserrement significatif des relations bilatérales sous sa présidence.
Au cours de son mandat, François Mitterrand a souvent insisté sur l’attachement de la France à l’existence, la reconnaissance et la sécurité d’Israël. Il a notamment exprimé de telles positions lors de sa visite historique en Israël, début mars 1982, la première d’un chef d’État français. Cette visite a marqué un tournant et constitué une étape importante dans le processus d’intégration d’Israël dans le concert des nations.
La politique de François Mitterrand au Moyen-Orient était cependant empreinte de grande continuité. La France a continué sous sa présidence à mener une politique traditionnelle d’intérêts dans la région. Afin de promouvoir l’influence française au Moyen-Orient, François Mitterrand a œuvré au renforcement des relations de la France avec le monde arabe, notamment par l’intermédiaire de son ministre des Affaires étrangères Claude Cheysson qui y entretenait de bonnes relations. Sous sa présidence de nombreux contrats commerciaux ont été signés avec des pays arabes et un rapprochement a été entrepris par Paris avec la Syrie et avec l’Organisation de libération de la Palestine (OLP).
Le rapprochement de la France avec l’OLP et le soutien de Paris aux revendications nationalistes palestiniennes constituaient une importante pomme de discorde entre la France de Mitterrand et Israël jusqu’à l’élection d’Yitzhak Rabin en tant que Premier ministre en 1992 et au début du processus d’Oslo qui s’est ensuivi. François Mitterrand soutenait en effet le droit des Palestiniens à un État. Il s’était par ailleurs posé en protecteur de l’OLP, s’opposant à l’objectif d’éradication de l’organisation lors de l’opération Paix en Galilée lancée par Israël au Liban en 1982 en raison des attaques répétées de l'OLP à l'encontre de civils israéliens. Pendant l’opération, grâce à la médiation française, Yasser Arafat et les dirigeants de l’OLP avaient pu fuir le Liban. À la suite de la reconnaissance des résolutions 224 et 338 du Conseil de sécurité de l’ONU par l’OLP en 1988, François Mitterrand a par ailleurs entrepris un resserrement des relations avec l’organisation invitant notamment Yasser Arafat à Paris en mai 1989. Ainsi, la France a conféré à l’OLP et à ses revendications une nouvelle légitimité.
Cette politique visait à accroitre le rôle de la France au Proche-Orient, mais ne lui a pas permis de jouer un rôle central dans le processus de paix d’Oslo commencé en 1993, durant lequel la France est restée globalement exclue.
De plus, cette politique a provoqué de nouvelles tensions non seulement avec Israël mais également avec la communauté juive de France, inquiète par ailleurs par le passé trouble de François Mitterrand sous le gouvernement de Vichy et par ses amitiés avec des anciennes personnalités du régime comme René Bousquet, ancien secrétaire général de la police de Vichy.

#### Relations franco-israéliennes sous Jacques Chirac

##### Relations franco-israéliennes à la suite du déclenchement de la Seconde Intifada
Le déclenchement de la Seconde intifada a provoqué une rapide dégradation des relations franco-israéliennes. À l’époque la France critiquait vivement l’opération Rempart (opération militaire de grande envergure contre les infrastructures terroristes palestiniennes lancée en mars 2002) qu’elle qualifiait de « disproportionnée », ainsi que la politique israélienne d’isolement de Yasser Arafat. La diplomatie française soutenait en effet Arafat, refusant de le voir comme un responsable du terrorisme et des violences palestiniennes malgré l’implication de l’Autorité palestinienne dans de telles activités. Dans le même temps, Israël accusait Paris de partialité.
La politique proche-orientale française s’est révélée contreproductive, n’arrivant pas à atteindre ses objectifs sur le terrain et empêchant Paris de jouer le rôle de médiateur compte tenu de ses relations tendues avec Israël. La France a par conséquent décidé, à partir de l’été 2002, d’œuvrer pour l’amélioration des relations bilatérales franco-israéliennes dans divers domaines comme la coopération culturelle, scientifique et commerciale tout en conservant la même position partiale. Le rapprochement a été facilité par plusieurs événements importants comme la mort de Yasser Arafat le 11 novembre 2004, la visite officielle d'Ariel Sharon à Paris en juillet 2005 et le retrait de Gaza en août 2005. Jacques Chirac exprima sa volonté de donner un nouvel élan aux relations franco-israéliennes en réservant un accueil royal à Ariel Sharon, dont il salua le courage et la détermination dans le plan de désengagement de Gaza, tandis que ce dernier remerciait le Président français pour « sa lutte très ferme contre l'antisémitisme ».
Des différends ont toutefois persisté entre la France et Israël, les tensions réapparaissant particulièrement lors de la guerre du Liban de 2006. Malgré des efforts pour se présenter comme un acteur neutre, et l’insistance sur le droit d’Israël à se défendre, la France a formulé de sévères critiques de l’offensive israélienne contre le Hezbollah, qu’elle jugeait disproportionnée. Elle a cependant réussi à maintenir le dialogue avec Israël et à jouer un rôle de médiation entre Israël et le Liban. Elle a également occupé une place centrale dans les discussions à l’ONU concernant la Résolution 1701 du Conseil de sécurité des Nations unies appelant au cessez-le-feu.

#### Relations franco-israéliennes sous Nicolas Sarkozy
La politique de la France vis-à-vis d’Israël n'a pas changé sous l'ère Sarkozy.
La position de la France sur le conflit israélo-arabe est caractérisée essentiellement par une forte continuité. Plus globalement, la politique moyen-orientale française n’est pas différente de celle de ses prédécesseurs et est guidée par des perceptions et des aspirations traditionnelles notamment promues par le Quai d’Orsay. La France a eu longtemps une forte influence dans la région et plus globalement en Méditerranée, notamment en tant que puissance coloniale et mandataire. Sa politique française au Proche-Orient relève d’une vision gaulliste, constante de la politique extérieure depuis la décolonisation, où l’idée de grandeur du pays et de son rôle particulier dans le monde occupe une place importante.
En Israël, l’élection de Nicolas Sarkozy a suscité l’espoir que les relations bilatérales avec la France s’améliorent. Cette attente israélienne résultait des déclarations amicales de Nicolas Sarkozy envers Israël et de l’expression de sa préoccupation pour la sécurité d’Israël. Malgré cela, les divergences profondes entre la France et Israël ont raison de la proximité et de la sympathie affichées côté français. Ainsi, les interrogations de la France concernant la réelle volonté israélienne de négocier, le soutien français constant à un État palestinien digne de ce nom ayant pour capitale Jérusalem-Est et la poursuite de la colonisation sont autant de problèmes. Le président Sarkozy, à son corps défendant, témoigne de cela en confiant en 2011 au président Obama de passage à Cannes qu'il ne supportait plus Benyamin Netanyahou, premier ministre d'Israël, qualifié au passage de « menteur ».
Cependant, quelques décisions symboliques furent prises comme celle d’inviter le président israélien Shimon Peres à Paris en mars 2008 ou de choisir Israël comme invité d’honneur du Salon du livre qui se tenait à la même époque. De plus il y a un renforcement de la coopération bilatérale entre les deux pays.

##### Conflit israélo-palestinien
Concernant le règlement du conflit israélo-palestinien, la France est alignée sur le large consensus international, contrairement aux États-Unis, à l'Australie, quelques pays du Pacifique et à Israël, et réclame « qu’Israël se retire du territoire palestinien occupé depuis 1967, y compris Jérusalem-Est ». La France exerce des pressions diplomatiques sur Israël pour qu’il permette la création d’un État palestinien sur les territoires palestiniens. Elle a notamment tenté de convaincre ses partenaires européens, ainsi que les États-Unis, d’exercer des pressions communes sur Israël à cette fin.
Par ailleurs Nicolas Sarkozy critique l’usage fait par Israël de la force armée. La France a notamment qualifié l’opération Plomb durci déclenchée par l’armée israélienne à Gaza en décembre 2008, à la suite des tirs incessants de roquettes sur son territoire depuis de nombreuses années, de disproportionnée. La France a été au cœur des efforts diplomatiques visant à mettre rapidement fin à l’offensive militaire israélienne. Elle intervient également pour consolider le cessez-le feu, en dépêchant la frégate Germinal au large de Gaza. Sous Nicolas Sarkozy, la France a ainsi adopté une position fort semblable à celle qu’elle avait exprimée lors de la guerre entre Israël et le Hezbollah au Liban en 2006 alors que Jacques Chirac était président.
En 2009, il existe d’importants sujets de discorde politique entre la France sous Sarkozy et le gouvernement israélien dirigé par Benyamin Netanyahou. Les divergences d’opinions concernent notamment les constructions dans les colonies israéliennes, la reconnaissance d’Israël par les Palestiniens en tant qu'État juif et la démilitarisation d'un futur État palestinien. Ces divergences sont telles que Nicolas Sarkozy aurait conseillé à Benyamin Netanyahu, lors de sa visite à Paris en juin 2009, de modifier sa politique, voire, selon certaines sources, de se « débarrasser » de son ministre des Affaires étrangères Avigdor Lieberman pour le remplacer par Tsipi Livni.

##### Relations franco-israéliennes concernant le Liban
La France critique les survols d'avions de chasse israéliens menés au-dessus du Liban depuis la guerre de 2006.

#### Relations franco-israéliennes sous François Hollande

##### Commémoration franco-israélienne de la tuerie de mars 2012 à Toulouse
Les 31 octobre et 1er novembre 2012, le premier ministre israélien Benyamin Netanyahou effectue une visite officielle en France marquée par une conférence de presse commune avec le président François Hollande à l'Élysée et une cérémonie d'hommage à Toulouse aux victimes de la tuerie de mars 2012. Par la suite, le président français a critiqué, lors de propos confidentiels, le premier ministre israélien en estimant que Benyamin Netanyahou avait « transformé cette cérémonie en meeting électoral » et qu'il n'avait donc pas été « correct » en politisant ce moment de concorde nationale.

##### Soutien français à l'admission à l'ONU de l'État palestinien et condamnation des mesures de rétorsion israéliennes
Le 29 novembre 2012, la France a voté pour l'admission de la Palestine à l'ONU en tant qu'État observateur non-membre. Il s'agit là d'une continuité dans la politique de la France puisque l'idée d'une Palestine État observateur non-membre a été formulée pour la première fois par le précédent président de la République, M. Sarkozy. Il s'agissait aussi d'une promesse électorale du candidat Hollande à la présidence française.
Le 12 décembre, la France, par la voix du ministère des Affaires étrangères, condamne les mesures de rétorsion d'Israël faisant suite à l'obtention par la Palestine du statut d'État observateur non-membre à l'ONU. « Nous appelons Israël à ne pas mettre en œuvre ces projets illégaux qui menacent la solution des deux États. »

##### Remise du prix des Droits de l'Homme de la République française au Centre d'information alternative
Le 10 décembre 2012 au ministère de la Justice à Paris, la Commission nationale consultative des droits de l'homme remet le prix des Droits de l'Homme de la République française au Centre d'information alternative.
Il récompense le Centre d'information alternative,,, ONG binationale (Israël et Palestine), au nom de la lutte contre l’impunité des colons israéliens en Cisjordanie. Le prix est remis au président du IAC Michel Warschawski, par la ministre de la Justice et garde des Sceaux, Christiane Taubira à la demande du Premier ministre Jean-Marc Ayrault, avec, dans l'assistance, des personnalités comme Stéphane Hessel. Le Centre d'Information Alternative peut compter sur le soutien diplomatique français, annonce Christiane Taubira.

##### Convergence de vues sur la question iranienne
La visite officielle de François Hollande en Israël, du 17 au 19 novembre 2013 illustre la similarité des points de vue des deux pays sur la question iranienne. François Hollande a déclaré dès son arrivée en Israël : « Lorsque la France défend ses positions dans les discussions qui sont en cours, c'est bien sûr en prenant en compte ce que vous exprimez vous-mêmes mais c'est en ayant aussi conscience que c'est l'enjeu pour la planète. C'est pourquoi la France ne cèdera pas sur la prolifération nucléaire. Et pour la France, tant que nous n'aurons pas la certitude que l'Iran a renoncé à l'arme nucléaire, nous maintiendrons toutes nos exigences et les sanctions ». Benyamin Netanyahou, pour sa part, s'est félicité de la « position ferme » de Paris contre « les tentatives impossibles à stopper de l'Iran pour se doter d'armes nucléaires ».
Sur les relations israélo-palestiniennes, François Hollande a maintenu devant la Knesset la position traditionnelle de la France : « La position de la France est connue : c'est un règlement négocié pour que les États d'Israël et de Palestine, ayant tous deux Jérusalem pour capitale, puissent coexister en paix et en sécurité. ». Il demande aussi l'arrêt de la colonisation.

##### Relations commerciales
En 2014, l'excédent commercial d'Israël avec la France se monte à 85 millions d'euros soit 3,5 % des échanges qui ont atteint 2,44 milliards d'euros en croissance de 3,4 % sur 2013. La France est au dixième rang des clients d'Israël.

##### Résolutions de l'UNESCO et de l'ONU de 2016 et conférence de Paris
Selon Jacques Benillouche, l’adoption de la résolution 2334 du Conseil de sécurité des Nations unies contre les constructions dans les colonies a été considérée par les Israéliens « comme un coup de poignard dans le dos d’Israël », même si Élie Barnavi, ancien ambassadeur d'Israël en France avait trouvé le texte particulièrement équilibré. Le positionnement de la France à l’Unesco concernant les décisions « Palestine occupée » du conseil exécutif de l'UNESCO avait déjà éclairé les Israéliens sur le parti-pris diplomatique de la France. Quant à la tenue de la conférence de Paris pour la paix, le 15 janvier 2017, elle crée un malaise en Israël particulièrement dans les milieux de droite Elle est même qualifiée de nouveau procès Dreyfus par le ministre israélien de la Défense, Avigdor Liberman. Là encore, Élie Barnavi soutient l'initiative française.

#### Relations franco-israéliennes sous Emmanuel Macron
(août 2024).
Le 16 juillet 2017, le Premier ministre israélien est pour la première fois invité à la commémoration de la rafle du Vél d'Hiv, ce que Benyamin Netanyahou salue comme un « geste très, très fort » de la part du président de la République française. Durant son discours, Emmanuel Macron estime que l'antisionisme est « la forme réinventée de l'antisémitisme » puis, lors de leur conférence de presse commune qui suit un entretien à l'Élysée, Emmanuel Macron appelle à une « reprise des négociations » en vue d'une « solution à deux États, Israël et Palestine » puis souhaite qu'Israël et Palestine puissent « vivre côte à côte dans des frontières sûres et reconnues, avec Jérusalem comme capitale ». De son côté, Benyamin Netanyahou a invité le président français à se rendre en Israël.

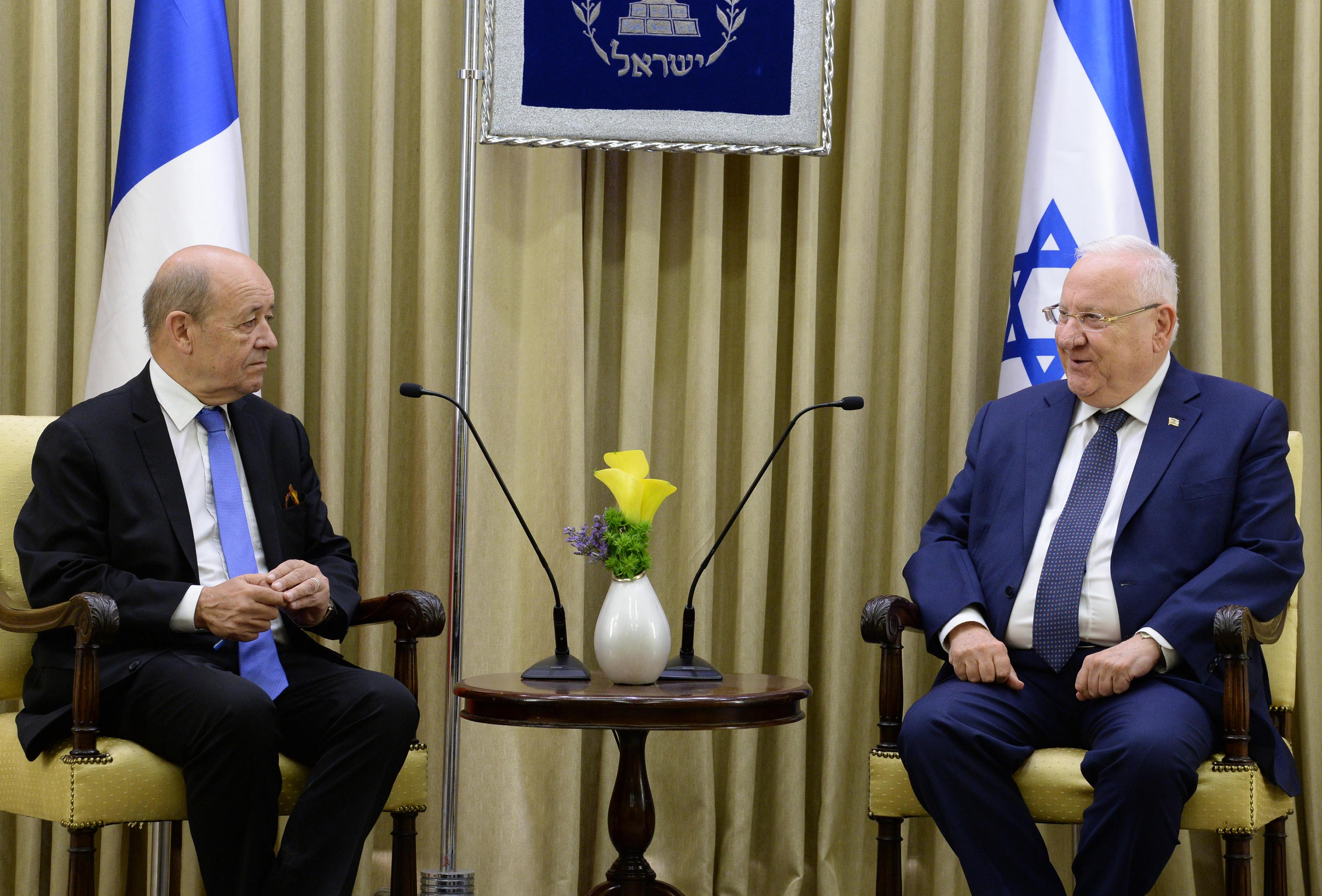
Rencontre entre le ministre français des Affaires étrangères Jean-Yves Le Drian et le président israélien Reuven Rivlin en mars 2018.

Le 19 mars 2018, le ministère des Affaires étrangères israéliens annonce qu'un employé français du consulat général de France à Jérusalem a été arrêté pour contrebande des dizaines d’armes à feu de la bande de Gaza vers la Cisjordanie, à l'aide d'une voiture officielle. De plus, le Français recevait les armes d’un Palestinien travaillant pour le centre culturel français dans la bande de Gaza. En avril 2019, le Français est condamné à sept ans de prison et l'équivalent de 7 400 euros d’amende. 
En janvier 2019, le président israélien Reuven Rivlin effectue une visite officielle en France.
Le 3 août 2021, Yael German, ancien ministre de la Santé (mars 2013-décembre 2014) du gouvernement dirigé par Yair Lapid, ancienne député du parti Yesh Atid (2013-2020), ancienne maire de Herzliya (1998-2013), est nommée ambassadrice de l'Etat d'Israël en France. Il est à noter que cette cheffe de représentation diplomatique n' a pas appris le français, en tant que langue seconde au cours de son parcours scolaire en lycée et qu'elle n' a pas non plus pris comme matière optionnelle le français lorsqu'elle menait ses études supérieures d'histoire au sein de l' université de Tel-Aviv. Les milieux francophones en Israël s'inquiètent de cette nomination car ils estiment que l'ambassadeur de leur pays doit bien parler et connaître la langue française, afin de répondre comme il convient, aux questions parfois rugueuses des milieux journalistiques français.
Le 5 juillet 2022, Yair Lapid, nouveau premier ministre israélien, réserve sa première visite à l'étranger à la France. Un des principaux sujets de l'entretien avec le président Emmanuel Macron a porté sur l'Iran, l'accord nucléaire avec ce pays et sur les attaques récentes du Hezbollah en Méditerranée.
Le 29 décembre 2022, Yael German démissionne de ses fonctions, en désaccord avec la politique du gouvernement Netanyahu (issu des élections législatives du 1er novembre 2022 et investi le 29 décembre 2022 par la Knesset), historiquement le plus à droite depuis la création de l’État d’Israël. Dans une lettre adressée au chef du gouvernement, elle déclare notamment : « Votre politique, les déclarations des ministres de votre gouvernement et les intentions de législation sont contraires à ma conscience, à ma vision du monde et aux principes de la déclaration d’indépendance de l’État d’Israël».
Pendant la guerre à Gaza depuis 2023, la France fait savoir par le biais de son porte-parole-adjoint des Affaires étrangères, Christophe Lemoine, qu'elle ne compte ni cesser ses livraisons d'armes à destination d'Israël ni diligenter d'enquête sur les agissements de ses citoyens engagés dans l'armée israélienne,. En outre, la France autorise fin octobre 2023 la livraison d'au moins 100 000 munitions de fusils-mitrailleurs pour Israël,.
La tension entre Emmanuel Macron et Benyamin Netanyahou monte après les propos du président français demandant le 5 octobre 2024 de « cesser de livrer les armes pour mener les combats sur Gaza ». Cette tension est encore avivée après qu'il est rapporté qu'en conseil des ministres, Emmanuel Macron aurait déclaré « M. Netanyahou ne doit pas oublier que son pays a été créé par une décision de l’ONU », propos auquel Netanyahou réplique en affirmant : « Ce n’est pas la résolution de l’ONU qui a établi l’État d’Israël, mais plutôt la victoire obtenue dans la guerre d’indépendance avec le sang de combattants héroïques, dont beaucoup étaient des survivants de l’Holocauste – notamment du régime de Vichy en France ».
Après que la décision du gouvernement d'interdire la participation d'Israël au salon Euronaval 2024 a été annulée par la justice et qu'Israël y a donc participé, le gouvernement français conteste l’autorité d’un tribunal parisien à statuer sur des questions de politique gouvernementale pour annuler une décision autorisant les entreprises israéliennes à exposer lors des salons actuels et futurs en France. Cela pourrait viser l'interdiction de la participation israélienne au prochain salon du Bourget, ce qui ne manque pas de se produire en juin 2025 avec l'interdiction d'accès à certains stands israéliens du salon du Bouget par le gouvernement. 
Israël menace en mai 2025 d'annexer ses colonies en Cisjordanie en représailles à une éventuelle reconnaissance par la France d'un État palestinien.

#### Sur l'époque du président de Gaulle
- De Carmoy, Gilles, Les Politiques étrangères de la France, Paris, La Table ronde, 1967
- Jean-William Lapierre, L'Information sur l'État d'Israël dans les grands quotidiens français en 1958, CNRS, 1968
- Debré, Michel, Gouverner, mémoires 1958-1962, Paris, Albin Michel, 1988
- De Gaulle, Charles, Discours et messages. 1962-1965, Paris, Plon, 1970
- De Gaulle, Charles, Mémoires d’espoir, le renouveau (1958-1962), Paris, Plon, 1970
- Dulphy, Anne, La Politique extérieure de la France, Paris, Nathan Université, 1994
- Eytan, Freddy, David et Marianne. La France, les Juifs et Israël, Paris, Alain Moreau, 1986
- Eytan, Freddy, Shimon Pérès au carrefour du destin, Paris, éditions du Rocher, 1986.
- Eytan, Freddy, La France, Israël et les arabes: le double jeu ?, Paris, Jean Picollec éditeur, 2005
- Giniewski, Paul, « La situation militaire d’Israël », in Politique étrangère, no 27, 1962
- Kaplan, J., Judaïsme français et sionisme, Paris, Albin Michel, 1976
- Kulski, W., De Gaulle and the world. The Foreign Policy of the fifth french republic, Syracuse University press, 1966
- Rouleau, Eric et alii, Israël et les Arabes, le 3e combat, Paris, éditions du Seuil, 1967
- Schillo, Frédérique, La Politique française à l'égard d'Israël, 1946-1959, Bruxelles, André Versaille éditeur, 2012

#### Sur l'époque du président Pompidou
- Bozo, Frédéric, La Politique étrangère de la France depuis 1945, Paris, La Découverte et Syros, 1997, p. 68.
- Eytan, Freddy, David et Marianne. La France, les Juifs et Israël, Paris, Alain Moreau, 1986
- Eytan, Freddy, La France, Israël et les Arabes : le double jeu ?, Paris, Jean Picollec, 2005
- Pazner, Avi, avec Freddy Eytan, Les Secrets d'un diplomate, Paris, éditions du Rocher, 2005
- Pearson, Dorothy, « Shamir, Yitzhak », in An historical encyclopedia of the Arab-Israeli conflict, Londres, Aldwych Press, 1996, p. 462-464
- Picaudou, Nadine, Le Mouvement national palestinien. Genèse et structures, Paris, L’Harmattan, 1989
- Spiegel, S. L., « Israel as a strategic asset », in Arab-Israeli relations in world politics, New York & Londres, Garland Publishing, 1994